# Tom Byron
Tom Byron (Houston, 4 aprile 1961) è un attore pornografico e regista statunitense, membro della Hall of Fame dell'AVN e della Hall of Fame XRCO.
Viene considerato uno degli attori più carismatici e longevi dell'intera industria del porno. Dal 2002 ha iniziato anche a cimentarsi nella regia dei suoi stessi film hard.

## Attore
Tom Byron iniziò a recitare in film porno nel maggio del 1982, spesso era chiamato a recitare in ruoli di giovane studente inesperto a causa del suo aspetto fisico che lo faceva sembrare un adolescente anche a venticinque anni passati. Recitò insieme a Traci Lords, con la quale ebbe anche una relazione sentimentale fuori dagli schermi, in svariati film del periodo, incluso nel video di debutto di lei, datato 1984, What Gets Me Hot! (dove la Lords era ancora minorenne). Byron è noto anche per aver formato con Ginger Lynn una delle coppie più affiatate sullo schermo durante gli anni ottanta. I due recitarono insieme in molte produzioni hardcore dell'epoca, le più note sono Kinky Business, Trashy Lady, Vortice erotico e Collegiali incestuose.
Durante la sua carriera di attore, Byron cambiò spesso la sua immagine nel corso degli anni, passando dallo studentello timido al look da hard rocker. In seguito, si specializzò nella parte dell'uomo d'affari. Alla fine degli anni ottanta, adottò per un periodo un look con i capelli lunghi da rocker, infatti ai tempi stava cercando di sfondare come musicista nell'area di Los Angeles. Al contrario di molti altri pornoattori, Byron non puntò mai il suo successo sulla prestanza fisica esasperata e raramente si allenava in palestra, nonostante questo è diventato uno dei più celebri volti dell'ambiente a luci rosse lavorando con le maggiori star del settore.
Nell'agosto del 2002, Byron annunciò il suo ritiro dalle scene come attore per concentrarsi sulla sua carriera come regista, ma già alla fine del 2005, dopo soli tre anni, ritornò a partecipare attivamente in numerose scene dei film della serie House of Ass girati per la sua propria compagnia, la Evolution Erotica.

## Regista
Byron ha diretto più di 100 film, i più noti sono quelli facenti parte della serie Cumback Pussy della Elegant Angel. Insieme ai registi Van Damage e Rob Black, e all'attrice Tiffany Mynx, Byron lasciò la Elegant Angel nel 1998 per formare una nuova compagnia, la Extreme Associates.

## Riconoscimenti
- 1984 CAFA Miglior Attore per Private Teacher[4]
- 1984 CAFA Miglior Attore Non Protagonista per Collegiali incestuose[4]
- 1985 AVN Award for Best Couples Sex Scene (film) – per Kinky Business (con Ginger Lynn)[5]
- 1985 XRCO Stallone dell'Anno[6]
- 1985 XRCO Video Stallion[6]
- 1990 AVN Award for Best Couples Sex Scene (video) per The Chameleon[5]
- 1991 F.O.X.E Star Maschile più amata dai fan[7]
- 1992 AVN Miglior Attore – per Sizzle[5]
- 1992 F.O.X.E. Star Maschile più amata dai fan[7]
- 1993 AVN Award for Best Couples Sex Scene (film) per Face Dance[8]
- 1996 XRCO Miglior Attore per Flesh[9]
- 1996 XRCO Miglior Scena Anal & DP per Car Wash Angels[9]
- 1997 XRCO Miglior Attore per Indigo Delta[9]
- 1997 XRCO Miglior Scena Anale per Behind the Sphinc Door[9]
- 1997 XRCO Attore dell'Anno[9]
- 1998 AVN Miglior Attore per Indigo Delta[5]
- 1998 AVN Miglior Serie Gonzo per Cumback Pussy[5]
- 1998 AVN Attore dell'Anno[5]
- 1998 XRCO Miglior Serie Gonzo per Whack Attack[9]
- 1999 AVN Attore dell'Anno[5]
- 1999 F.O.X.E. Star Maschile più amata dai fan[7]
- 2000 AVN Miglior Attore Non Protagonista per LA 399[5]
- 2008 AVN Miglior Attore per Layout[10]
- 2008 AVN Award for Best Couples Sex Scene (film) per Layout[10]

## Filmografia
La prima apparizione cinematografica che può essere datata con certezza è Mounds Of Pleasure del 1982. Il video più recente è invece Ass Eaters Unanimous 18 del 2009.
La lista dell'IMDb annovera 1831 titoli in cui Byron avrebbe recitato ma quella dell'IAFD ne indica 3364 interpretati e 337 diretti.

### Attore
- Mounds of Pleasure (1982)
- Centerfold Celebrities (1982)
- Foxy Boxing (1982)
- Le sexy infermiere (Up 'n' Coming), regia di Stu Segall (1983)
- All American Girls 2: In Heat (1983)
- Black Lust (1983)
- Caught from Behind 2 (1983)
- Erotic Express (1983)
- Golden Girls Film 117 (1983)
- Golden Girls Film 121 (1983)
- Golden Girls Film 123 (1983)
- Golden Girls Film 129 (1983)
- Golden Girls Film 130 (1983)
- Golden Girls Film 136 (1983)
- Golden Girls Film 157 (1983)
- Golden Girls Film 164 (1983)
- Gourmet Quickies 1 (1983)
- Home Movies Ltd. 1 (1983)
- Huge Bras 2 (1983)
- Hustler Video Magazine 1 (1983)
- Intimate Realities 1 (1983)
- Island Of Love (1983)
- Let's Talk Sex (1983)
- Lusty Ladies 4 (1983)
- Lusty Ladies 5 (1983)
- Malibu Summer (1983)
- Maximum 6 (1983)
- Mondo Fetish (1983)
- My Sinful Life (1983)
- Personal Touch 2 (1983)
- Playing with Fire (1983)
- Private Moments (1983)
- Private Teacher (1983)
- Shades of Ecstasy (1983)
- Snack Time (1983)
- Stacey's Hot Rod (1983)
- Suburban Lust (1983)
- Tomboy (1983)
- Tuesday's Lover (1983)
- Valley Vixens (1983)
- 6 Faces Of Samantha (1984)
- Anything Goes (1984)
- Bachelorette Party 1 (1984)
- Backroad To Paradise (1984)
- Best of Atom (1984)
- Bottoms Up Series 7 (1984)
- Breaking It (1984)
- Breezy (1984)
- Bun Busters (1984)
- Candy Girls 4 (1984)
- Casino of Lust (1984)
- Dial F for Fantasy (1984)
- Diamond Collection 56 (1984)
- Diamond Collection 57 (1984)
- Diamond Collection 58 (1984)
- Dirty Girls (1984)
- Erotic World of Candy Shields (1984)
- Forbidden Fruit (1984)
- French Postcard (1984)
- Ginger (1984)
- Glamour Girl 1 (1984)
- Glamour Girl 2 (1984)
- Glamour Girl 3 (1984)
- Glamour Girl 4 (1984)
- Golden Girls 15 (1984)
- Golden Girls 16 (1984)
- Golden Girls 17 (1984)
- Golden Girls 18 (1984)
- Golden Girls 20 (1984)
- Golden Girls 23 (1984)
- Golden Girls Film 170 (1984)
- Golden Girls Film 176 (1984)
- Golden Girls Film 184 (1984)
- Golden Girls Film 197 (1984)
- Golden Girls Film 200 (1984)
- Golden Girls Film 208 (1984)
- Golden Girls Film 209 (1984)
- Golden Girls Film 219 (1984)
- Golden Girls Film 223 (1984)
- I Like to Be Watched (1984)
- I Never Say No (1984)
- I Want It All!, regia di Michael Carpenter (1984)
- Joys of Erotica (1984)
- Joys of Erotica 104 (1984)
- Joys of Erotica 107 (1984)
- Joys of Erotica 109 (1984)
- Joys of Erotica 110 (1984)
- Juggs (1984)
- Kinky Business, regia di Jonathan Ross (1984)
- L'amour (1984)
- Lingerie (1984)
- Loose Times at Ridley High (1984)
- Lust in the Fast Lane (1984)
- Marilyn Chambers' Private Fantasies 2 (1984)
- Modeling Studio (1984)
- Naked Eyes (1984)
- Night Magic (1984)
- On Golden Blonde (1984)
- Open Up Tracy (1984)
- Oriental Lust (1984)
- Penetration 1 (1984)
- Penetration 3 (1984)
- Photoflesh (1984)
- Pleasure Productions 11 (1984)
- Pleasure Productions 3 (1984)
- Pleasure Productions 4 (1984)
- Pleasure Productions 7 (1984)
- Pleasure Productions 8 (1984)
- Pretty As You Feel (1984)
- Radio K-KUM (1984)
- Santa Comes Twice (1984)
- Shauna Grant Superstar (1984)
- Shaved (1984)
- Collegiali incestuose (Sister Dearest), regia di Jerry Ross & Jonathan Ross (1984)
- Slumber Party, regia di Hal Freeman (1984)
- Stiff Competition (1984)
- Sulka's Daughter (1984)
- Sunny Side Up (1984)
- Swedish Erotica 54 (1984)
- Swedish Erotica 58 (1984)
- Swedish Erotica 60 (1984)
- La parte erotica di una calda moglie (Talk Dirty to Me Part III), regia di Ned Morehead (1984)
- Teasers, regia di Bruce Seven (1984)
- Too Young to Know (1984)
- Touch of Mischief (1984)
- Tracie Lords (1984)
- Undressed Rehearsal (1984)
- Video Tramp (1984)
- What Gets Me Hot!, regia di Richard Mailer (1984)
- Wild Weekend, regia di Bruce Seven & John Stagliano (1984)
- Wings of Passion (1984)
- Woman in Pink (1984)
- Woman Who Loved Men (1984)
- X-Rated Bloopers (1984)
- Young and Naughty (1984)
- 2002 : A Sex Odyssey (1985)
- 69 Park Avenue (1985)
- Adult 45 1 (1985)
- Adventures of Tracy Dick (1985)
- All in the Family (1985)
- Amber Lynn: The Totally Awesome (1985)
- Amber's Desires (1985)
- Angels of Mercy (1985)
- Animal in Me (1985)
- Aroused (1985)
- Backdoor Romance (1985)
- Battle of the Stars 2 (1985)
- Bedtime Tales (1985)
- Between The Cheeks (1985)
- Big Melons 4 (1985)
- Blacks and Blondes 19 (1985)
- Bloopers, Outtakes, Embarrassing Moments (1985)
- California Girls 2 (1985)
- California Girls 3 (1985)
- Campus Cuties (1985)
- Caught from Behind 4 (1985)
- Confessions of a Nymph (1985)
- Country Girl (1985)
- Cumshot Revue 2 (1985)
- Daniel Alan Loop Collection (1985)
- Desperatly Pleasing Debbie (1985)
- Diamond Collection 64 (1985)
- Diamond Collection 66 (1985)
- Diamond Collection 68 (1985)
- Diamond Collection 71 (1985)
- Diamond Collection 72 (1985)
- Diary of a Bad Girl (1985)
- Dirty Pictures (1985)
- Don't Tell Daddy (1985)
- Dream Lover (1985)
- Enchantress (1985)
- Erotic World of Renee Summers (1985)
- Erotic Zones the Movie (1985)
- Fantasy Club 59 (1985)
- First Annual XRCO Adult Film Awards (1985)
- Flesh And Ecstasy (1985)
- Forbidden Entry (1985)
- Gang Bangs (1985)
- The Ginger Effect, regia di Bruce Seven (1985)
- Ginger On The Rocks (1985)
- Ginger's Private Party (1985)
- Girls of Cell Block F (1985)
- Girls of the A Team (1985)
- Golden Girls 28 (1985)
- Golden Girls 29 (1985)
- Good Girls Do (1985)
- Gourmet Premier 901 (1985)
- Grand Opening (1985)
- Hard to Swallow (1985)
- Harlequin Affair (1985)
- Having It All (1985)
- Head Games (1985)
- Hollywood Starlets (1985)
- Hot And Nasty (1985)
- How Do You Like It (1985)
- Huge Bras 3 (1985)
- Huge Bras 4 (1985)
- If My Mother Only Knew (1985)
- It's Incredible (1985)
- It's My Body (1985)
- Joys of Erotica 113 (1985)
- Jubilee Of Eroticism (1985)
- Just Another Pretty Face (1985)
- Kiss of the Gypsy (1985)
- Ladies In Lace (1985)
- Legs (1985)
- Letters of Love (1985)
- Little Girls Talking Dirty (1985)
- Loose Ends (1985)
- Love Bites (1985)
- Love Champions (1985)
- Love Scene (1985)
- Lust Bug (1985)
- Lust in Space (1985)
- Magic Touch (1985)
- Midslumber's Night Dream (1985)
- New York Vice (1985)
- Night of the Headhunter (1985)
- Older Women With Young Boys (1985)
- Once Upon a Madonna (1985)
- Perfect Fit (1985)
- Perfection (1985)
- Physical 2 (1985)
- Pleasure Hunt 2 (1985)
- Pleasure Productions 12 (1985)
- Project: Ginger (1985)
- Pussywillows (1985)
- Rambone The Destroyer (1985)
- Reincarnation of Don Juan (1985)
- Screaming Desire (1985)
- Sex Fifth Avenue (1985)
- Sex Goddess (1985)
- Sex Shoot (1985)
- Sex Toys (1985)
- Sexpertease (1985)
- Shana Blonde Superstar (1985)
- Skin Games (1985)
- Sky Pies (1985)
- Slip Into Silk (1985)
- Snatchbuckler (1985)
- Sounds Of Sex (1985)
- Spermbusters (1985)
- Star 85 (1985)
- Surfside Sex (1985)
- Swedish Erotica 62 (1985)
- Swedish Erotica 64 (1985)
- Swedish Erotica 65 (1985)
- Swedish Erotica 66 (1985)
- Swedish Erotica 67 (1985)
- Swinging Shift (1985)
- Taboo American Style 1 (1985)
- Taboo American Style 3 (1985)
- Taboo American Style 4 (1985)
- Tail House Rock (1985)
- Teacher's Favorite Pet (1985)
- Thought You'd Never Ask (1985)
- Thrill St Blues (1985)
- Tracy in Heaven (1985)
- Trashy Lady, regia di Steve Scott (1985)
- Trick Or Treat (1985)
- Untamed Passions (1985)
- Vortice erotico (New Wave Hookers), regia di Gregory Dark (1985)
- White Bunbusters (1985)
- Whore of the Worlds (1985)
- You Make Me Wet (1985)
- 10 1/2 Weeks (1986)
- 69 Minutes Evening News 1 (1986)
- Afro Erotica 6 (1986)
- Angels of Passion (1986)
- Baby Face 2, regia di Alex de Renzy (1986)
- Backdoor Brides 1 (1986)
- Backdoor Brides 2 (1986)
- Battle of the Titans (1986)
- Big E 2 (1986)
- Bigger the Better (1986)
- Black and White Sex (1986)
- Black Chill (1986)
- Blame It on Ginger, regia di Henri Pachard (1986)
- Blue Note Cafe (1986)
- Boiling Desires (1986)
- Born to Be Bad (1986)
- Cat Alley (1986)
- Caught from Behind 6 (1986)
- Charm School (1986)
- Chastity and the Starlets (1986)
- Cheerleader Academy (1986)
- Chocolate Kisses (1986)
- Club Ginger (1986)
- Crystal Balls (1986)
- Debutante (1986)
- Deep Inside Traci (1986)
- Deep Inside Vanessa del Rio (1986)
- Deep Throat Girls (1986)
- Deeper Harder Faster (1986)
- Despicable Dames (1986)
- Devil in Miss Jones 3 (1986)
- Devil in Miss Jones 4 (1986)
- Diamond Collection 80 (1986)
- Dickman and Throbbin (1986)
- Dirty Dreams (1986)
- Doctor Penetration (1986)
- Double Penetration 1 (1986)
- Double Penetrations 1 (1986)
- Double Whammy (1986)
- Ecstasy (1986)
- Erotic Starlets 1: Stacey Donovan (1986)
- Erotic Starlets 11: Gina Valentino (1986)
- Escort to Ecstasy (1986)
- Famous Ta Ta's (1986)
- For Your Thighs Only (1986)
- Forbidden Bodies (1986)
- Foxy Lady 7 (1986)
- Getting Personal (1986)
- Girls of Paradise (1986)
- House of Blue Dreams (1986)
- Hyapatia Lee's Wild Wild West (1986)
- I Wanna Be A Bad Girl (1986)
- In Search of the Golden Bone (1986)
- Inside Christy Canyon (1986)
- Irresistible 2 (1986)
- Keyhole Productions 108: Spectacular Orgasms (1986)
- Layout (1986)
- Life and Loves of Nikki Charm (1986)
- Little Romance (1986)
- Loose Morals (1986)
- Love Lessons (1986)
- Luscious Lucy In Love (1986)
- Lust Detector (1986)
- Lust Letters (1986)
- Lusty Layout (1986)
- Mad Jack Beyond Thunderbone (1986)
- Make Me Want It (1986)
- Marilyn Chambers' Private Fantasies 6 (1986)
- Mile High Girls (1986)
- Naughty Girls Like it Big (1986)
- Nooner (1986)
- Oral Majority (1986)
- Ramb-ohh (1986)
- Return To Sex Fifth Avenue (1986)
- Rocky Porno Video Show (1986)
- Satin Seduction (1986)
- Scandals: Tajia Rae (1986)
- Sex Asylum 2: Sheer Bedlam (1986)
- Sex Game (1986)
- Sheila's Deep Desires (1986)
- Sky Foxes (1986)
- Slippery When Wet (1986)
- Spectacular Orgasms (1986)
- Spies (1986)
- Splashing (1986)
- Strangers (1986)
- Sweat (1986)
- Tales of the Backside (1986)
- Terms Of Endowment (1986)
- Tip of the Tongue (1986)
- To Live And Shave In LA (1986)
- Top Buns (1986)
- Traci's Fantasies (1986)
- Tracy's Hidden Fantasies (1986)
- Ultimate Thrill (1986)
- Unnatural Phenomenon (1986)
- Unnatural Phenomenon 2 (1986)
- Up All Night (1986)
- Voyeur's Delight (1986)
- Wet Science (1986)
- White Trash (1986)
- White Women (1986)
- Wild Things 1 (1986)
- With Love From Ginger (1986)
- With Love From Susan (1986)
- Year of the Sex Dragon (1986)
- Afro Erotica 13 (1987)
- Afro Erotica 19 (1987)
- Afro Erotica 7 (1987)
- Afro Erotica 8 (1987)
- Afro Erotica 9 (1987)
- Amazing Tails 1 (1987)
- Amazing Tails 2 (1987)
- Amazing Tails 3 (1987)
- Angel Gets Even (1987)
- Angel's Got To Have It (1987)
- Army Brat (1987)
- Back to Class 1 (1987)
- Backdoor Bonanza 4 (1987)
- Backdoor Bonanza 5 (1987)
- Backdoor Bonanza 6 (1987)
- Backside To The Future 2 (1987)
- Barbara Dare's Surf Sand And Sex (1987)
- Best Little Whorehouse in Hong Kong (1987)
- Best of Caught from Behind 1 (1987)
- Best of Diamond Collection 10 (1987)
- Best of Taija Rae (1987)
- Beyond the Denver Dynasty (1987)
- Big Melons 10 (1987)
- Black Superstars (1987)
- Black Widow (1987)
- Blacks And Blondes 55 (1987)
- Blondes On Fire (1987)
- Blowin the Whistle (1987)
- Born for Love 1 (1987)
- Born for Love 2 (1987)
- Brat on the Run (1987)
- Brazilian Connection (1987)
- Bride (1987)
- Bringing Up Brat (1987)
- Cabaret Sin (1987)
- Careena: Young and Restless (1987)
- Charmed and Dangerous (1987)
- Cheating (1987)
- Club Head (1987)
- Deep Inside Ginger Lynn (1987)
- Deep Inside Tracey (1987)
- Deep Obsession (1987)
- Diamond Collection Double X 10 (1987)
- Diamond Collection Double X 5 (1987)
- Diamond Collection Double X 8 (1987)
- Diamond Head (1987)
- Dirty Pictures (1987)
- Divine Decadence (1987)
- Domination Of Tammy (1987)
- Double Penetration 2 (1987)
- Double Penetrations 2 (1987)
- DreamGirls (1987)
- Empire of the Sins (1987)
- Foxy Lady 8 (1987)
- Games Couples Play (1987)
- Ginger Does Em All (1987)
- Ginger In Ecstasy (1987)
- Ginger Snaps (1987)
- Ginger's Greatest Boy/girl Hits (1987)
- Girls of Double D 3 (1987)
- Girls of Paradise (new) (1987)
- Grafenberg Girls Go Fishing (1987)
- Greatest Head Ever (1987)
- Hard Choices (1987)
- Head Clinic (1987)
- Holiday For Angels (1987)
- Honey Buns 1 (1987)
- Hot Box Invasion (1987)
- Hot Rocks (1987)
- Hot to Trot (1987)
- I Am Curious Black (1987)
- Jamie Loves Jeff 1 (1987)
- Kinky Business 1 (new) (1987)
- L.A. Raw (1987)
- La Boomba (1987)
- Ladies Room (1987)
- Lessons in Lust (1987)
- Let's Get It On (1987)
- Lingerie Party (1987)
- Little Bit Of Honey (1987)
- Loose Ends 3 (1987)
- Love Probe (1987)
- Lovin' Spoonfuls 1 (1987)
- Made in Germany (1987)
- Marilyn Chambers' Private Fantasies 6 (new) (1987)
- Mischief Maker (1987)
- Nasty Lovers (1987)
- Nicki (1987)
- Nymphette Does Hollywood (1987)
- On The Loose (1987)
- Oral Majority 2 (1987)
- Oral Majority 3 (1987)
- Oral Majority 4 (1987)
- Oral Mania 2 (1987)
- Orgies (1987)
- Other Side of Pleasure (1987)
- Passionate Heiress (1987)
- Prince of Beverly Hills (1987)
- Restless Nights (1987)
- Robofox (1987)
- Romeo and Juliet (1987)
- Sex And The Happy Landlord (1987)
- Sex Fifth Avenue (new) (1987)
- Sex Lifes of the Rich And Beautifull (1987)
- Sex Maniacs (1987)
- Sex Scape (1987)
- Sexy And 18 (1987)
- Slightly Used (1987)
- Slip Into Ginger And Amber (1987)
- Spanish Fly (1987)
- Star Cuts 90: Sandy Reed (1987)
- Starship Intercourse (1987)
- Tales of the Uncensored (1987)
- Tough Girls Don't Dance (1987)
- Toys 4 Us 1 (1987)
- Toys 4 Us 2 (1987)
- Tracy in Heaven (new) (1987)
- Tracy Who (1987)
- Trampire (1987)
- Unbelievable Orgies 1 (1987)
- Viper's Place (1987)
- Who Came in the Back Door (1987)
- Whore of the Worlds (new) (1987)
- Wild In The Wilderness (1987)
- WPINK TV 3 (1987)
- A.S.S. (1988)
- Afro Erotica 23 (1988)
- Afro Erotica 27 (1988)
- Air Erotica (1988)
- Aja (1988)
- All for One (1988)
- All the Best Barbara (1988)
- All The Best Nicki (1988)
- Amber Lynn's Peter Meter (1988)
- American Nympho in London (1988)
- Angel In Mr. Holmes (1988)
- Angel Puss (1988)
- Angel Rising (1988)
- Angela Baron Behind the Scenes (1988)
- Babysitter Blues (1988)
- Back To Class 2 (1988)
- Backdoor Bonanza 10 (1988)
- Backdoor Bonanza 11 (1988)
- Backdoor Bonanza 7 (1988)
- Backdoor Summer 1 (1988)
- Ball Street (1988)
- Banana Splits (1988)
- Barbara Dare's Bad (1988)
- Barbii Unleashed (1988)
- Baroness (1988)
- Beauty and the Beast 1 (1988)
- Bedside Brat (1988)
- Best of Ginger Lynn 2 (1988)
- Beverly Hills Seduction (1988)
- Big Bust Babes 4 (1988)
- Big Melons 13 (1988)
- Billionaire Girls Club (1988)
- Bionca On Fire (1988)
- Black Dreams (1988)
- Blue Vanities 54 (1988)
- Blue Vanities 62 (1988)
- Born To Burn (1988)
- Broadway Brat (1988)
- Built for Sex (1988)
- California Native (1988)
- Caught from Behind 9 (1988)
- Caught in the Act (1988)
- Coming on Strong (1988)
- Command Performance (1988)
- Conflict (1988)
- Cumshot Revue 3 (1988)
- Debbie 4 Hire (1988)
- Debbie Goes to Hawaii (1988)
- Diamond Collection Double X 14 (1988)
- Diamond Collection Double X 22 (1988)
- Dirty Prancing (1988)
- Double Desires (1988)
- Double Penetration 3 (1988)
- Double Penetrations 4 (1988)
- Double Penetrations 5 (1988)
- Double Your Pleasure (1988)
- Dr. Feelgood (1988)
- Dreams (1988)
- Dreams in the Forbidden Zone 1 (1988)
- Eleventh Commandment (1988)
- Erotic Starlets 23: Lisa DeLeeuw (1988)
- ETV (1988)
- Eye of the Tigress (1988)
- Fade to Black (1988)
- Fantasy Girls (1988)
- Fatal Erection (1988)
- Fire Inside (1988)
- Foxy Lady 10 (1988)
- Foxy Lady 9 (1988)
- Gazongas 3 (1988)
- Ghostess with the Mostess (1988)
- Ginger Lynn the Movie (1988)
- Girls of Double D 5 (1988)
- Girls of Double D 6 (1988)
- Going Down Slow (1988)
- Hard Core Cafe (1988)
- Homebodies (1988)
- Honey Buns 2 (1988)
- Honky Tonk Angels (1988)
- Hot Nights and Dirty Days (1988)
- Hot Summer Nights (II) (1988)
- Hottest Parties (1988)
- Hottest Ticket (1988)
- Hyapatia Lee's Arcade Series 1 (1988)
- Hyapatia Lee's Arcade Series 2 (1988)
- I Found My Thrill On Cheri Hill (1988)
- I Love You Molly Flynn (1988)
- Inches For Keisha (1988)
- Insatiable (1988)
- Lady in Black (1988)
- Lust Incorporated (1988)
- Make Me Sweat (1988)
- Megasex (1988)
- Misadventures of the Bang Gang (1988)
- Mrs. Robbins (1988)
- Muff Diving USA (1988)
- Naked Stranger (1988)
- Nina Hartley Non-stop (1988)
- Object Of My Desire (1988)
- Once Upon a Temptress (1988)
- Only the Best of Breasts (1988)
- Only the Best of Oral (1988)
- Oral Majority 5 (1988)
- Outlaw Ladies 2 (1988)
- Outrageous Foreplay (1988)
- Outrageous Orgies 1 (1988)
- Outrageous Orgies 3 (1988)
- Party Girls (1988)
- Perfect Stranger (1988)
- Phone Sex Girls 3 (1988)
- Piece Of Heaven (1988)
- Playing with a Full Dick (1988)
- Pool Party (1988)
- Porsche Lynn Every Man's Dream (1988)
- Prom Girls (1988)
- Provocative Pleasures (1988)
- Pure Sex (1988)
- Rachel Ryan RR (1988)
- Rear Busters (1988)
- Rhine Waltz (1988)
- Robofox 2 (1988)
- Robofox 2 (new) (1988)
- Romeo And Juliet 2 (1988)
- Samantha and the Deep Throat Girls (1988)
- Screaming Rage (1988)
- Screwdriver Saloon (1988)
- Sex in Dangerous Places (1988)
- Sexual Power (1988)
- Shauna Grant: The Early Years (1988)
- She's So Fine 2 (1988)
- Sophisticated Lady (1988)
- Star Cuts 110: Susan Hart (1988)
- Star Cuts 128: Tawni Lee (1988)
- Stephanie's Outrageous (1988)
- Still the Brat (1988)
- Suzie Superstar: the Search Continues (1988)
- Tails of the Town (1988)
- Take Me (1988)
- Take My Body (1988)
- Talk Dirty to Me 6 (1988)
- Taste of Nikki Knights (1988)
- Taste of Porsche (1988)
- Taste of Tawnee (1988)
- Taste of the Best 3 (1988)
- Tawnee Be Good (1988)
- This Is Your Sex Life (1988)
- Three-way Lust (1988)
- Touch of Pleasure (1988)
- Triple Dare (1988)
- Turn Up The Heat (1988)
- Who Dun Who (1988)
- Wild Anal Mania 1 (1988)
- Wild Brat (1988)
- Wild Women 11: Tanya Foxx (1988)
- X-Rated Bloopers And Outtakes (1988)
- 4F Dating Service (1989)
- Adventures of Buttman (1989)
- Angel of the Island (1989)
- Angelica (1989)
- Army Brat 2 (1989)
- At The Pornies (1989)
- Backdoor Bonanza 12 (1989)
- Backdoor Bonanza 9 (1989)
- Backdoor Summer 2 (1989)
- Beefeaters (1989)
- Best of Loose Ends (1989)
- Bimbo Bowlers From Buffalo (1989)
- Black Beauty (1989)
- Black Valley Girls 2 (1989)
- Blame It on the Heat (1989)
- Bod Squad (1989)
- Body Music (1989)
- Brat Force (1989)
- Bratgirl (1989)
- Busted (1989)
- Case of the Cockney Cupcake (1989)
- Caught from Behind 10 (1989)
- Chameleon (1989)
- Cheek A Boo (1989)
- Cheeks 2: Bitter End (1989)
- Coming of Age (1989)
- Cumshot Revue 5 (1989)
- De Blonde (1989)
- Deep and Strong (1989)
- Devil in the Blue Dress (1989)
- Dirty Movies (1989)
- Double Penetration Fever (1989)
- Double Penetrations 7 (1989)
- Dream Walk (1989)
- Edge of Heat 2 (1989)
- Erotic Starlets 53: Samantha Strong (1989)
- Fire in the Hole (1989)
- First Impressions (1989)
- Forbidden Fruit 1 (1989)
- Friday the 13th 2 (1989)
- From Sweden with Love (1989)
- Fuck My Ass No Lube (1989)
- Future Lust (1989)
- Gang Bangs 2 (1989)
- Ginger Lynn And Co (1989)
- Girl Crazy (1989)
- Girls of Double D 11 (1989)
- Graduation Ball (1989)
- Handle With Care (1989)
- Hawaii Vice 3 (1989)
- Hawaii Vice 7 (1989)
- Hawaii Vice 8 (1989)
- Heartbreaker (1989)
- Hot in the City (1989)
- I Do (1989)
- I Love a Girl in a Uniform (1989)
- Insatiable Immigrants (1989)
- Introducing Tabitha (1989)
- Jaded (1989)
- Jealous Lovers (1989)
- Joined (1989)
- Keyhole Productions 168: Robo-cocks (1989)
- Kinky Business 2 (1989)
- Last Temptation (1989)
- Legends of Porn 2 (1989)
- Little Miss Dangerous (1989)
- Loose Ends 6 (1989)
- Low Blows (1989)
- Lust College (1989)
- Magic Shower (1989)
- Making Charli (1989)
- More Than Friends (1989)
- Mystic Pieces (1989)
- Naughty Neighbors (1989)
- Nymphobrat (1989)
- Office Girls (1989)
- Oh! You Beautiful Doll (1989)
- On Your Honor (1989)
- One Wife To Give (1989)
- Outrageous Orgies 5 (1989)
- Perfect Brat (1989)
- Phantom X (1989)
- Pleasure is My Business (1989)
- Porn Star's Day Off (1989)
- Pumping Ethel (1989)
- Red Hot Fire Girls (1989)
- Reflections Of Innocence (1989)
- Rock 'n Roll Heaven (1989)
- Scarlet Bride (1989)
- Separated (1989)
- Sextectives (1989)
- Sexual Fantasies (1989)
- Shadows In The Dark (1989)
- Sleeping Beauty Aroused (1989)
- Snatched (1989)
- Sorority Pink 1 (1989)
- Sorority Pink 2 (1989)
- Splash Shots (1989)
- Splendor In The Ass (1989)
- Stairway to Heaven (1989)
- Stolen Kisses 1 (1989)
- Super Tramp (1989)
- Swedish Erotica Featurettes 2 (1989)
- Swedish Erotica Featurettes 3 (1989)
- Talk Dirty to Me 3 (new) (1989)
- Taste of Angela (1989)
- Taste of Ariel (1989)
- Taste of Megan (1989)
- Taste of Rachel (1989)
- Temptations (1989)
- Those Lynn Girls (1989)
- Three By Three (1989)
- Torrid House (1989)
- Torrid Without A Cause (1989)
- Trouble (1989)
- Unchain My Heart (1989)
- Uniform Behavior (1989)
- Unleashed Lust (1989)
- Wacky World of X-rated Bloopers (1989)
- Westside Tori (1989)
- Whore (1989)
- Wild Women 40: Alexa Paks (1989)
- Wild Women 61: Rachel Ryan (1989)
- XTV 2 (1989)
- Young Girls in Tight Jeans (1989)
- 40 Something 1 (1990)
- Adventures of Billy Blues (1990)
- All For You Baby (1990)
- Amazing Tails 4 (1990)
- Amazing Tails 5 (1990)
- Anal Addiction 1 (1990)
- Anal Alley (1990)
- Anal Assassins (1990)
- As Dirty as She Wants to Be (1990)
- Aussie Exchange Girls (1990)
- Backdoor Desires (1990)
- Backdoor Lambada (1990)
- Backdoor to Hollywood 11 (1990)
- Backing In 1 (1990)
- Backpackers (1990)
- Backpackers 2 (1990)
- Bad Girls 3 (1990)
- Best of Caught from Behind 4 (1990)
- Best of Kelly Blue (1990)
- Best of the Brat 1 (1990)
- Between the Cheeks 2 (1990)
- Big Melons 26 (1990)
- Big Melons 31 (1990)
- Big Melons 32 (1990)
- Black Stockings (1990)
- Boobs Butts and Bloopers 1 (1990)
- Bottom Line (1990)
- Breakfast with Tiffany (1990)
- Bun For The Money (1990)
- Bush Pilots (1990)
- Buttman's Bend Over Babes 1 (1990)
- Buttman's Ultimate Workout (1990)
- Catalina Five-0: Undercover (1990)
- Celebrity Sluts (1990)
- Cheaters (1990)
- Cherry Cheerleaders (new) (1990)
- Chicks On Sex (1990)
- Clean and Dirty (1990)
- Club Head (1990)
- Club Head (new) (1990)
- Deep Inside Charli (1990)
- DeRenzy Tapes (1990)
- Desktop Dolls (1990)
- Dial A Sailor (1990)
- Earth Girls Are Sleazy (1990)
- Eat Em And Smile (1990)
- Entertainment L.A. Style (1990)
- Erotic Explosions 2 (1990)
- Erotic Explosions 9 (1990)
- Eternity (1990)
- Everything Goes (1990)
- Eyewitness Nudes (1990)
- Fantasy Nights (1990)
- Forever (1990)
- Ginger Then and Now (1990)
- Girl Has Assets (1990)
- Girls of Double D 13 (1990)
- Good Time Charli (1990)
- Gorgeous (1990)
- Growing Up (1990)
- Hot Diggity Dog (1990)
- Hustler (1990)
- Images Of Desire (1990)
- In the Can (1990)
- Juicy Lucy (1990)
- Kinky Couples (1990)
- Laid Off (1990)
- Landlady (1990)
- Last Resort (1990)
- Last X-rated Movie 1 (1990)
- Lick My Lips (1990)
- Luscious Baker Girls (1990)
- Magic Box (1990)
- Married Women (1990)
- Mistaken Identity (1990)
- Model Wife (1990)
- Monday Night Ball (1990)
- Nasty Girls (1990)
- Naughty Nineties (1990)
- Night Dreams 2 (1990)
- Night Dreams 3 (1990)
- Night Temptress (1990)
- Object Of My Desire (new) (1990)
- One Night Stand (1990)
- Only the Best 3 (1990)
- Only With Married Women (1990)
- Oral Clinic (1990)
- Paler Shade Of Blue (1990)
- Party Doll (1990)
- Passionate Angels (1990)
- Passionate Lips (1990)
- Paul Norman's World of Sexual Oddities (1990)
- Playin' Dirty (1990)
- Pleasure Seekers (1990)
- Prince of Beverly Hills (new) (1990)
- Princess of the Night (1990)
- Rise of the Roman Empress 2 (1990)
- Rockin' the Boat (1990)
- Scandalous (1990)
- Sea Of Love (1990)
- Search For Pink October (1990)
- She's Got The Juice (1990)
- She's Ready (1990)
- Shifting Gere (1990)
- Shot In The Mouth 1 (1990)
- Singles Holiday (1990)
- Sleepwalker (1990)
- Smart Aleck (1990)
- Smart Ass (1990)
- Smart Ass Enquirer (1990)
- Spanish Rose (1990)
- Stars Who Do Deep Throat (1990)
- Strange Curves (1990)
- Streetwalkers (1990)
- Sudden Urge (1990)
- Sunstroke (1990)
- Swap (1990)
- Sweet Angel Ass (1990)
- Tailgunners (1990)
- Taming of Tami (1990)
- Taste of Barbii (1990)
- Taste of Debi (1990)
- Taste of Ebony (1990)
- Taste of Misty (1990)
- Taste of Nicki Charm (1990)
- Taste of Tami Monroe (1990)
- Taste of Victoria Paris (1990)
- Tattle Tails (1990)
- Teacher's Pet (1990)
- Tease (1990)
- The Whore, regia di Alex de Renzy (1990)
- This Butt Stops Here (1990)
- Top It Off (1990)
- Tori Tori Tori Boy/girl Hits (1990)
- Torrid Without A Cause 2 (1990)
- Tug Of Love (1990)
- Vegas: Joker's Wild (1990)
- Vegas: Snake Eyes (1990)
- Way They Were (1990)
- Where The Sun Never Shines (1990)
- Wise Ass (1990)
- Wrong Woman (1990)
- Adult Video News Awards 1991 (1991)
- All Night Long (II) (1991)
- Alone And Dripping (1991)
- Anal Carnival (1991)
- Anal Climax 1 (1991)
- Anal Climax 2 (1991)
- Anal Commander (1991)
- Anal Dawn (1991)
- Anal Fever (1991)
- Anal Fury (1991)
- Anal Innocence 1 (1991)
- Anal Revolution (1991)
- Another Rear View (1991)
- Anus Family (1991)
- Ass Backwards (1991)
- Assumed Innocence (1991)
- Back Doors (1991)
- Back Doors (II) (1991)
- Bad (1991)
- Bad News Brat (1991)
- Bedtime for Byron (1991)
- Begging For Bondage (1991)
- Best of Alice Springs 1 (1991)
- Best of Alice Springs 2 (1991)
- Best of Buttman 1 (1991)
- Bianca Trump's Tower (1991)
- Blonde Ambition (1991)
- Body Fire (1991)
- Brainteasers (1991)
- Brandy And Alexander (1991)
- Breast of America (1991)
- Breasts and Beyond 1 (1991)
- Bung Ho Babes (1991)
- Bush Pilots (new) (1991)
- Buttman's Bend Over Babes 2 (1991)
- Buttman's Big Tit Adventure 1 (1991)
- Come On (1991)
- Cum to Dinner (1991)
- Curse of the Cat Woman (1991)
- Dane's Surprise (1991)
- Deep Cheeks (1991)
- Deep Inside Samantha Strong (1991)
- Deep Inside Victoria Paris (1991)
- Dominated Dudes (1991)
- Don't Bother To Knock (1991)
- Double Penetration 1 (1991)
- Dreams Of Candace Hart (1991)
- Easy Pussy (1991)
- Easy Way (1991)
- Ecstasy (1991)
- Editor's Choice 2 (1991)
- Erotic Explosions 24 (1991)
- Exhibitionist (1991)
- Fit to Be Tied (1991)
- Foreign Affairs (1991)
- Gettin' Wet (1991)
- Handful Of Summers (1991)
- Heart To Heart (1991)
- Hershe Highway 4 (1991)
- Hind-lick Maneuver (1991)
- Hocus Poke-us (1991)
- Home But Not Alone (1991)
- Hothouse Rose 1 (1991)
- Hyapatia Lee's Best Boy/Girl Scenes (1991)
- I Want To Be Nasty (1991)
- I'm No Dummy (1991)
- Juicy Sex Scandals (1991)
- Juicy Treats (1991)
- Lascivious Ladies of Dr. Lipo (1991)
- Last Blonde (1991)
- Last X-rated Movie 2 (1991)
- Last X-rated Movie 3 (1991)
- Last X-rated Movie 4 (1991)
- Laying The Ghost (1991)
- Legends of Porn 3 (1991)
- Little Miss Curious (1991)
- Lost In Paradise (1991)
- Lucky Break (1991)
- Lust Fever (1991)
- Lust For Love (1991)
- Making It (1991)
- Making Tracks (1991)
- Maneaters (1991)
- Mark Of Zara (1991)
- Married with Hormones 1 (1991)
- Midnight Hour (1991)
- Mistress Memoirs 1 (1991)
- Mistress Memoirs 2 (1991)
- Moon Dance (1991)
- My Mistress Her Slave (1991)
- Next Door Neighbors 40 (1991)
- Night With A Vampire (1991)
- Nothing Personal (1991)
- Object of Desire (1991)
- Obsession (1991)
- Oral Hyjinx (1991)
- Outback Assignment (1991)
- Oval Office (1991)
- Party Doll A Go-Go 1 (1991)
- Personalities (1991)
- Play Christy For Me (1991)
- Postcards From Abroad (1991)
- Precious Peaks (1991)
- Prisoner Of Love (1991)
- Private Affairs 2 (1991)
- Purely Sexual (1991)
- Putting It All Behind (1991)
- Rapture (1991)
- Raunchy Ranch (1991)
- Rayne Storm (1991)
- Realities 1 (1991)
- Rising Star (1991)
- Safecracker (1991)
- Scarlet Fantasy (1991)
- Sensuous (1991)
- Sexliners (1991)
- Sexual Healer (1991)
- Shanna's Final Fling (1991)
- Shot From Behind (1991)
- Sizzle 1 (1991)
- Sleeping With Emily (1991)
- Someone Sent Me A Girl (1991)
- Sophisticated Lady (new) (1991)
- Step To The Rear (1991)
- Sun Bunnies (1991)
- Taboo 9 (1991)
- Tailgate Party (1991)
- Tailspin 1 (1991)
- Tasting (1991)
- Temptation Eyes (1991)
- Torch 2 (1991)
- Transformed (1991)
- Turn Up The Heat (new) (1991)
- Two Girls for Every Guy 1 (1991)
- Vegas: Black Jack (1991)
- Vision (1991)
- Vow Of Passion (1991)
- Wicked Fascination (1991)
- Wicked Obsession (1991)
- Wild and Wicked 1 (1991)
- Wire Desire (1991)
- With Love From Ashlyn (1991)
- X-Rated Bloopers 2 (1991)
- 1-800-934-BOOB (1992)
- 900 Desert Strip (1992)
- Anal Adventures 1 (1992)
- Anal Adventures 2 (1992)
- Anal Adventures 4 (1992)
- Anal Cuties of Chinatown 1 (1992)
- Anal Cuties of Chinatown 2 (1992)
- Anal Delights 1 (1992)
- Anal Encounters 4 (1992)
- Anal Encounters 5 (1992)
- Anal Inferno (1992)
- Anal Kitten (1992)
- Anal Lover (1992)
- Anal Madness 1 (1992)
- Anal Rampage 1 (1992)
- Anal Savage (1992)
- Anal Sluts And Sweethearts 1 (1992)
- Angels (1992)
- Anniversary (1992)
- Awakening (1992)
- Back To The Orient (1992)
- Best of Talk Dirty 1 (1992)
- Black Jack City 2 (1992)
- Blazing Boners (1992)
- Blowjob Bonnie (1992)
- Bone Therapy (1992)
- Buffy the Vamp (1992)
- Burning Desire (1992)
- Butties (1992)
- Buttman's Face Dance 1 (1992)
- Buttman's Face Dance 2 (1992)
- Butt's Up Doc 3 (1992)
- Buttwiser (1992)
- Cameo Appearance (1992)
- Carnival Of Knowledge (1992)
- Casual Lies (1992)
- Cat Fight (1992)
- Crazed 1 (1992)
- D-Cup Dating Service (1992)
- Dear Bridgette (1992)
- Deep Cheeks 3 (1992)
- Deep Inside Jeanna Fine (1992)
- Deep Inside Ona Zee (1992)
- Deep Inside Shanna McCullough (1992)
- Devil Made Her Do It (1992)
- Dial-a-nurse (1992)
- Double Penetration 5 (1992)
- Dragon Lady 2 (1992)
- Dressed to Tease (1992)
- Fisherman's Wife (1992)
- Foolish Pleasure (1992)
- Frenzy (1992)
- From Japan With Love (1992)
- Full Nest (1992)
- Gang Bang Fury 1 (1992)
- Gang Bang Thrills (1992)
- Genie In A Bikini (1992)
- Girlz n the Hood 2 (1992)
- Good the Bad and the D-Cups (1992)
- Hot Shots (1992)
- Hothouse Rose 2 (1992)
- House of Sleeping Beauties (1992)
- House of Sleeping Beauties (Director's Cut) (1992)
- House of Sleeping Beauties 2 (1992)
- In Excess (1992)
- Jugsy (1992)
- Just a Gigolo (1992)
- Latin Lust (1992)
- Legacy Of Love (1992)
- Legend 4 (1992)
- Little Nookie (1992)
- Love Hurts (1992)
- Manbait 2 (1992)
- Manwiched (1992)
- Married With Hormones 2 (1992)
- Mirage 2 (1992)
- Monumental Knockers 13 (1992)
- Monumental Knockers 15 (1992)
- Monumental Knockers 16 (1992)
- On The Job Training (1992)
- Only the Best of the 80's (1992)
- Only the Very Best on Video (1992)
- Oral Majority 9 (1992)
- Paddle Tales (1992)
- Party Doll A Go-Go 2 (1992)
- Pink Pussycat (1992)
- Play It Again Samantha (1992)
- Poor Little Rich Girl (1992)
- Private Affairs 6 (1992)
- Pussy Whipped (1992)
- Radical Affairs 2 (1992)
- Radio Active (1992)
- Raunch 5 (1992)
- Red Room and Other Places (1992)
- Reflections Of Innocence (new) (1992)
- Ride 'em Hard (1992)
- Saturday Night Porn 1 (1992)
- Screamer (1992)
- Secret Fantasies 1 (1992)
- Shades of Blue (1992)
- She'll Take A Spanking (1992)
- Single White She-Male (1992)
- Single White Woman (1992)
- Sleeping With Everybody (1992)
- Spellbound (1992)
- Spoiled Niece (1992)
- Student Nurses (1992)
- Surfer Girl (1992)
- Swedish Erotica Hard 3 (1992)
- Swedish Erotica Hard 8 (1992)
- Sweet as Honey (1992)
- Tailiens 2 (1992)
- Tailiens 3 (1992)
- Tailspin 3 (1992)
- Taste of Julia Parton (1992)
- Taste of Madison (1992)
- Telesex 2 (1992)
- Tiffany Mynx Affair (1992)
- True Legends of Adult Cinema: The Erotic 80's (1992)
- Twin Freaks (1992)
- Two Women (1992)
- Up For Grabs (1992)
- Voyeur Video (1992)
- Waterbabies (1992)
- Wet Sex 2 (1992)
- Wet Sex 3 (1992)
- Wildflower 2 (1992)
- Witching Hour (1992)
- Wrapped Up (1992)
- X-TV (1992)
- Zane's World (1992)
- Anal Climax 3 (1993)
- Anal Co-ed (1993)
- Anal Delights 3 (1993)
- Anal Delinquent 1 (1993)
- Anal Innocence 2 (1993)
- Anal Lover 2 (1993)
- Anal Rampage 2 (1993)
- Anal Siege (1993)
- Anal Sluts And Sweethearts 2 (1993)
- Anal Surprise (1993)
- Anal Taboo (1993)
- Anal Thunder 1 (1993)
- Anal Urge (1993)
- Anal Vision 12 (1993)
- Anal Vision 15 (1993)
- Anal Vision 17 (1993)
- Anal With An Oriental Slant (1993)
- Anal Woman 2 (1993)
- Anus The Menace (1993)
- Anything Goes (1993)
- Asian Angel (1993)
- Assent Of A Woman (1993)
- Aussie Bloopers (1993)
- Babe Patrol (1993)
- Babe Watch 1 (1993)
- Back in Style (1993)
- Backdoor Adventures of Butthead and Beaver (1993)
- Bare Market (1993)
- Battle of the Superstars (1993)
- Beaver And Buttcheeks (1993)
- Best of Buttman 2 (1993)
- Best of Double Penetration (1993)
- Best of Talk Dirty 2 (1993)
- Between The Cheeks 3 (1993)
- Bigger They Come (1993)
- Blue Fire (new) (1993)
- Blues (1993)
- Body of Innocence (1993)
- Boobyguard (1993)
- Booty Ho (1993)
- Bottom Dweller (1993)
- Bottom Dweller Part Deux (1993)
- Bra Busters 1 (1993)
- Breastman's Anal Adventure (1993)
- Bun Busters 7 (1993)
- Burgundy Blues (1993)
- Candy Snacker (1993)
- Carnal College 2 (1993)
- Christy Canyon vs Ginger Lynn: the Early Years (1993)
- Club DV8 2 (1993)
- Creasemaster's Wife (1993)
- Darker Side of Shayla 1 (1993)
- Darker Side of Shayla 2 (1993)
- Day Dreams (1993)
- Dear John (1993)
- Debbie Does Dallas Again (1993)
- Deep Cheeks 4 (1993)
- Deep Cover (1993)
- Deep Inside Deidre Holland (1993)
- Deep Inside Kelly O'Dell (1993)
- Deep Inside Racquel Darrian (1993)
- Deja Vu (1993)
- Diamond Collection Double X 69 (1993)
- Diamond Collection Double X 80 (1993)
- Dirty Little Lies (1993)
- Dominoes (1993)
- Double Play (1993)
- Dr. Butts 3 (1993)
- Eight Ain't Enough (1993)
- Executive Suites (1993)
- Extreme Passion (1993)
- Flashback (1993)
- Fluffer (1993)
- For The Money 1 (1993)
- Forbidden (1993)
- Full Throttle Girls 1 (1993)
- Gang Bang Cummers (1993)
- Gang Bang Face Bath 1 (1993)
- Gangbang Girl 12 (1993)
- Gimme an X (1993)
- Hard Core Copy (1993)
- Heidi Does Hollywood (1993)
- Ho Ho Ho (1993)
- Ho' Style Takeover (1993)
- Hole In One (1993)
- Hollywood X-posed 2 (1993)
- Hunger (1993)
- Ice Woman 1 (1993)
- Ice Woman 2 (1993)
- Inferno 2 (1993)
- Intimate Spies (1993)
- La Princesa Anal (1993)
- Lady In Red (1993)
- Last Anal Hero (1993)
- Little Magicians (1993)
- Look (1993)
- Lovers (II) (1993)
- Magic Box (1993)
- Make My Wife, Please (1993)
- Marked (1993)
- Midnight Orgy (1993)
- Mo' White Trash (1993)
- More On The Job Training (1993)
- Naked Pen (1993)
- Naked Truth 1 (1993)
- Naked Truth 2 (1993)
- Nasty Girls 2 (1993)
- Naughty Nurses (1993)
- Night Of Passion (1993)
- Nikki's Last Stand (1993)
- Nobody's Looking (1993)
- Oral Majority 10 (1993)
- Orgy (1993)
- Orgy 2 (1993)
- Orgy 3 (1993)
- Oriental Anal Sluts (1993)
- Original Wicked Woman (1993)
- Panties (1993)
- Parlor Games (1993)
- Personal Touch 2 (new) (1993)
- Phone Fantasy 2 (1993)
- Poor Little Rich Girl 2 (1993)
- Possessions (1993)
- Power Play (1993)
- Prescription For Pleasure (1993)
- Private Video Magazine 4 (1993)
- Proposta oscena (1993)
- Psychic (1993)
- Pussy Called Wanda 2 (1993)
- Pussyman 1 (1993)
- Pussyman 2 (1993)
- Raunch 6 (1993)
- Rehearsal (1993)
- Rhapsody (1993)
- Secret Fantasies 4 (1993)
- Seduction of Julia Ann (1993)
- Seeing Red (1993)
- SEX (1993)
- SEX 2 (1993)
- Sexophrenia (1993)
- Skin To Skin (1993)
- Slip of the Tongue (1993)
- Slow Hand (1993)
- Smart Ass Returns (1993)
- Squirt 1 - Cumming Of Sarah Jane (1993)
- Squirt 2 - Second Cumming Of Sarah Jane (1993)
- Steam (1993)
- Still Hard to Stop (1993)
- Superstar Sex Challenge 1 (1993)
- Swedish Erotica Hard 17 (1993)
- Swedish Erotica Hard 20 (1993)
- Swedish Erotica Hard 21 (1993)
- Swedish Erotica Hard 28 (1993)
- Take My Wife, Please (1993)
- Taming of Savannah (1993)
- Three Wives (1993)
- Tit City (1993)
- To The Rear (1993)
- Transitions (1993)
- True Legends of Adult Cinema: The Modern Video Era (1993)
- Two for One 2 (1993)
- Untamed Cowgirls of the Wild West 1 (1993)
- Up and Cummers 2 (1993)
- Up And Cummers 5 (1993)
- Voices In My Bed (1993)
- Warm Pink (1993)
- Waves of Passion (1993)
- Web Of Desire (1993)
- What About Boob (1993)
- Wild and Wicked 3 (1993)
- Wild Buck (1993)
- Wild Innocence 2 (1993)
- Willing Women (1993)
- Within And Without You (1993)
- Working Stiffs (1993)
- 101 Sex Positions (1994)
- 4 Screws And An Anal (1994)
- All The Way Up (1994)
- America's Raunchiest Home Videos 73 (1994)
- Anal Breakdown (1994)
- Anal Candy Ass (1994)
- Anal Crack Master (1994)
- Anal Hounds and Bitches (1994)
- Anal Hunger (1994)
- Anal Idol (1994)
- Anal Injury (1994)
- Anal Justice (1994)
- Anal Plaything 1 (1994)
- Anal Rookies 2 (1994)
- Anal Savage 2 (1994)
- Anal Secrets (II) (1994)
- Anal Thunder 2 (1994)
- Annabel Chong Anal Queen (1994)
- Awesome Anal Asians (1994)
- Bad Girls 2: Strip Search (1994)
- Bad Girls Get Spanked (1994)
- Bad Habits (1994)
- Basket Trick (1994)
- Best of Dr. Butts (1994)
- Best of Oriental Anal 1 (1994)
- Black Bottom Girls (1994)
- Blondage (1994)
- Bloopers (1994)
- Body English (1994)
- Booty Mistress (1994)
- Breast Files 1 (1994)
- Bust A Move (1994)
- Butt Jammers (1994)
- Butt Naked 2 (1994)
- Butt Watch 3 (1994)
- Butt Watch 5 (1994)
- Butthead Dreams (1994)
- Buttman's Wet Dream (1994)
- Certifiably Anal (1994)
- Controlled (1994)
- Covergirl (1994)
- Crew Sluts (1994)
- Deep Inside Deidre Holland (1994)
- Dick and Jane Do the Strip (1994)
- Dog Walker (1994)
- Domination (1994)
- Draghixa With An X (1994)
- Dragon Lady 7 (1994)
- Dream Strokes (1994)
- Erotic Ambition (1994)
- Extreme Sex 1: The Club (1994)
- Extreme Sex 2: The Dungeon (1994)
- Film Buff (1994)
- Flesh For Fantasy (1994)
- Freak Club (1994)
- Frontin' Da Booty (1994)
- Gang Bang Face Bath 2 (1994)
- Gang Bang Face Bath 3 (1994)
- Gang Bang Jizz Jammers (1994)
- Gang Bang Nymphette (1994)
- Gang Bang Wild Style 2 (1994)
- Gangbang Girl 13 (1994)
- Gangbang Girl 14 (1994)
- Gazongas 3 (new) (1994)
- Girls Of Sin (1994)
- Greek Week (1994)
- Hard-on Copy (1994)
- Hitchhiker 8 (1994)
- Hot Spot (1994)
- Interactive (1994)
- Jaded Love (1994)
- Lap Of Luxury (1994)
- Man Who Loves Women (1994)
- Maneaters 108 (1994)
- Misfits (1994)
- Mistress of the Mansion (1994)
- More Dirty Debutantes 29 (1994)
- More Punished Cheeks (1994)
- Mr. Peepers' Amateur Home Videos 84: She Put The Bra In Brazil (1994)
- Mr. Peepers' Amateur Home Videos 91: Hole Lot'a Humping Going On (1994)
- My Boyfriend's Black (1994)
- Nasty Nymphos 1 (1994)
- Nasty Nymphos 2 (1994)
- Nasty Nymphos 3 (1994)
- Nasty Nymphos 4 (1994)
- Nasty Nymphos 5 (1994)
- Natural Born Thrillers (1994)
- Naughty Thoughts (1994)
- Never Say Never (1994)
- New Wave Hookers 4 (1994)
- Norma Jeane Anal Legend (1994)
- Nurse Tails (1994)
- Perverted 1 (1994)
- Pouring It On (1994)
- Private Performance (1994)
- Private Video Magazine 8 (1994)
- Pussywoman 1 (1994)
- Pussywoman 2 (1994)
- Rainbird (1994)
- Rock Me (1994)
- Ron Hightower's Forbidden Subjects 1 (1994)
- Ron Hightower's Forbidden Subjects 2 (1994)
- Sabotage (1994)
- Samantha's Private Fantasies (1994)
- Satin And Lace (1994)
- Secret Life of Nina Hartley (1994)
- Secret Urges (II) (1994)
- SEX 3: After Seven (1994)
- Sexy Nurses 2 (1994)
- Shayla's Gang (1994)
- Sindy Does Anal Again (1994)
- Skid Row (1994)
- Sleaze Pleaze August Edition (1994)
- Sleaze Pleaze December Edition (1994)
- Sleaze Pleaze October Edition (1994)
- Sleaze Pleaze September Edition (1994)
- Slurping (1994)
- Sodomania: Baddest of the Best (1994)
- Sordid Stories 1 (1994)
- Stand Up (1994)
- Star Struck (1994)
- Stiff Competition 2 (1994)
- Straight A's (II) (1994)
- Strange Sex In Strange Places (1994)
- Stricktly Enforced (1994)
- Stylin' (1994)
- Super Groupie (1994)
- Superstar Sex Challenge 3 (1994)
- Sure Thing (1994)
- Surprise (1994)
- Swedish Erotica 74 (1994)
- Swedish Erotica 75 (1994)
- Taboo 12 (1994)
- Tail Taggers 115 (1994)
- Tail Taggers 116 (1994)
- Tail Taggers 117 (1994)
- Tail Taggers 119 (1994)
- Takin' It To The Limit 1 (1994)
- Taste of Fanny (1994)
- Totally Tasteless Video 2 (1994)
- Vagablonde (1994)
- Voyeur 1 (1994)
- Wicked As She Seems (1994)
- Wicked Woman (1994)
- Willie Wankers And The Fun Factory (1994)
- Yank Fest (1994)
- A is For Asia (1995)
- Above The Knee (1995)
- Action Packed (1995)
- Adult Affairs (1995)
- Adventures of Studman 3 (1995)
- After Midnight (1995)
- All Amateur Perfect 10's (1995)
- American Pie (1995)
- Anal Addict (1995)
- Anal Adventures of Bruce Seven (1995)
- Anal Adventures of Suzy Superslut 1 (1995)
- Anal Centerfold (1995)
- Anal Dynomite (1995)
- Anal Heartbreaker (1995)
- Anal Hellraiser 1 (1995)
- Anal Insatiable (1995)
- Anal Interrogation (1995)
- Anal Pussycat (1995)
- Anal Riders 106 (1995)
- Anal Senorita (1995)
- Anal Senorita 2 (1995)
- Anal Shame (1995)
- Anal Sluts And Sweethearts 3 (1995)
- Anal Sweetheart (1995)
- Anal Tight Ass (1995)
- Anal Trashy Ass (1995)
- Annette Haven's Tag Teamers (1995)
- Ariana's Dirty Dancers 7 (1995)
- Backdoor Mistress (1995)
- Backdoor to Buttsville 1 (1995)
- Bad Girls 5: Maximum Babes (1995)
- Bedlam (1995)
- Betty and Juice Possessed (1995)
- Beyond Reality 1: Mischief in the Making (1995)
- Big Pink (1995)
- Boiling Point (1995)
- Boobtown (1995)
- Booty Bitch (1995)
- Booty Ho 2 (1995)
- Booty Ho 3 (1995)
- Booty Queen (1995)
- Boy Spanks Girl 1 (1995)
- Bridges Of Anal County (1995)
- Burma Road 1 (1995)
- Butt Banged Cycle Sluts (1995)
- Butt Detective (1995)
- Butt Sisters Do Baltimore (1995)
- Butt Sisters Do Daytona (1995)
- Butt Watch 6 (1995)
- Butt Watch 7 (1995)
- California Covet (1995)
- Club Erotica (1995)
- Cold As Ice (1995)
- College Cuties (1995)
- Coming Attractions (1995)
- Competent People (1995)
- Compulsive Behaviour (1995)
- Dare Me (1995)
- Deep Cheeks 5 (1995)
- Deep Inside Debi Diamond (1995)
- Devil in Miss Jones 5 (1995)
- Diary of a Geisha (1995)
- Dirty Stories 1 (1995)
- Dirty Stories 3 (1995)
- Dirty Work (1995)
- Doll House (1995)
- Dream Lover (1995)
- Dresden Diary 14: Ecstasy In Hell (1995)
- Dresden Diary 15 (1995)
- Drive In Dreams (1995)
- Encore (1995)
- Entangled (1995)
- Erotic World of Anna Spice (1995)
- Every Woman Has A Fantasy 3 (1995)
- Exstasy (1995)
- Extreme Sex 3: Wired (1995)
- Extreme Sex 4: The Experiment (1995)
- Fantasy Du Jour (1995)
- Fantasy Inc. (1995)
- Fire and Ice: Caught in the Act (1995)
- Fire Down Below (1995)
- Firm Offer (1995)
- Flesh Shopping Network (1995)
- For Love Or Money (1995)
- Four Weddings And A Honeymoon (1995)
- Fresh Meat 1 (1995)
- Fresh Meat 2 (1995)
- Full Moon Fever (1995)
- Gang Bang Face Bath 4 (1995)
- Gang Bang Jizz Queen (1995)
- Gangbang Girl 15 (1995)
- Gazongo (1995)
- Generation X (1995)
- Girl With The Heart-shaped Tattoo (1995)
- Girls Of Bel-Air (1995)
- Go Ahead Eat Me (1995)
- Gorgeous (1995)
- Hairy Nymphos (1995)
- Head First (1995)
- Heidi's Girls (1995)
- Hienie's Heroes (1995)
- Hollywood Backside 4 (1995)
- Hometown Honeys 6 (1995)
- Hot Wishes (1995)
- Hotel Fantasy (1995)
- Hotel Sodom 1 (1995)
- Hotel Sodom 2 (1995)
- Hotel Sodom 3 (1995)
- Hotel Sodom 4 (1995)
- Hotel Sodom 8 (1995)
- Infamous Crimes Against Nature (1995)
- Intense Perversions 1 (1995)
- Joey Silvera's Fashion Sluts 2 (1995)
- Joey Silvera's Fashion Sluts 5 (1995)
- Joey Silvera's Fashion Sluts 6 (1995)
- Joey Silvera's Fashion Sluts 7 (1995)
- Just For The Fun Of It (1995)
- Kink 1 (1995)
- Kink 2 (1995)
- Kiss (1995)
- La Femme Vanessa (1995)
- Latex (1995)
- Love Spice (1995)
- Lover Under Cover (1995)
- Lucky Lady (1995)
- Major Fucking Slut (1995)
- Midget Goes Hawaiian (1995)
- Misty at Midnight (1995)
- Mutual Consent (1995)
- Mysteria (1995)
- Naked Ambition (1995)
- Nasty Nymphos 10 (1995)
- Nasty Nymphos 11 (1995)
- Nasty Nymphos 7 (1995)
- Nasty Nymphos 8 (1995)
- Night Nurses (1995)
- Night Play (1995)
- No Tell Motel (1995)
- Nothing Sacred (1995)
- Ona Zee's Sex Academy 2 (1995)
- Oral Majority 13 (1995)
- Out Of Love (1995)
- Overtime 4: Oral Hijinx (1995)
- Passage To Pleasure (1995)
- PASSenger 69 (1995)
- Passion Potion (1995)
- Penetrator 2 (1995)
- Petite And Sweet 1 (1995)
- Photoplay (1995)
- Play Thing 1 (1995)
- Pool Party at Seymore's 1 (1995)
- Pool Party at Seymore's 2 (1995)
- Pussywoman 3 (1995)
- Raunch 10 (1995)
- Raunch-o-rama Super Six Hour 3 (1995)
- Rear And Pleasant Danger (1995)
- Reckless Encounters (1995)
- Return Engagement (1995)
- Ruthless Affairs (1995)
- Scarlet Woman (1995)
- Secret of Her Suckcess (1995)
- Sex 4 Life (1995)
- Sex and Romance (1995)
- Sex Freaks (1995)
- Sex Party (1995)
- Sex Suites (1995)
- Sgt. Peckers Lonely Hearts Club Gang Bang (1995)
- Shot In The Pants (1995)
- Silk Stockings: The Black Widow (1995)
- Simply Blue (1995)
- Simply Sex... Adults Only (1995)
- Sin Asylum (1995)
- Snatch Masters 2 (1995)
- Sodomania 12 (1995)
- Spirit Guide (1995)
- Starting Over (1995)
- Street Workers (1995)
- Strip Poker (1995)
- Swedish Erotica 77 (1995)
- Swedish Erotica 78 (1995)
- Swedish Erotica 79 (1995)
- Swedish Erotica 83 (1995)
- Sweet As Money (1995)
- Taboo 15 (1995)
- Take It Inside (1995)
- Takin' It To The Limit 6 (1995)
- Tender Loving Care (1995)
- Texas Crude (1995)
- Tricky Business (1995)
- Unmistakably You (1995)
- Upbeat Love (1995)
- Venom (1995)
- Video Virgins 19 (1995)
- Visual Fantasies (1995)
- Voyeur 3 (1995)
- Wanted (1995)
- Way With Wood (1995)
- Weird Sex (1995)
- While You Were Dreaming (1995)
- White Boys and Black Bitches (1995)
- Whore House (1995)
- Wicked at Heart (1995)
- Wicked One (1995)
- Wicked Ways 2: Education of a DP Virgin (1995)
- Wild and Wicked 6 (1995)
- Wild Breed (1995)
- Willie Wanker And The Fudge Packing Factory (1995)
- Women On Top (1995)
- XXX Files: Lust In Space (1995)
- Al Terego's Double Anal Alternatives (1996)
- Anal Anarchy (1996)
- Anal Aristocrats (1996)
- Anal Booty Burner 1 (1996)
- Anal Climax 4 (1996)
- Anal Cornhole Cutie (1996)
- Anal Cravings 2 (1996)
- Anal Fever (1996)
- Anal Fireball (1996)
- Anal Honey Pie 1 (1996)
- Anal Island 1 (1996)
- Anal Island 2 (1996)
- Anal Load Lickers 1 (1996)
- Anal Lovebud (1996)
- Anal Princess 1 (1996)
- Anal Princess 2 (1996)
- Arizona Gold (1996)
- Ass Busters Inc. (1996)
- Ass Lovers Special (1996)
- Asses Galore 2: No Remorse No Repent (1996)
- Asses Galore 3: Pure Evil (1996)
- Babes Boobs And Bikes (1996)
- Barby's on Butt Row (1996)
- Beauty's Revenge (1996)
- Best Gang Bangs (1996)
- Beyond Reality 2: Anal Expedition (1996)
- Black Bamboo (1996)
- Blue Vanities 275 (1996)
- Booty Sister 2 (1996)
- Bottom Dweller: The Final Voyage (1996)
- Busty Backdoor Nurses (1996)
- Butt Invaders (1996)
- Butt Sisters Do New Orleans (1996)
- Butthole Sweetheart (1996)
- Buttman in the Crack (1996)
- Buttman's Bubble Butt Babes (1996)
- Buttman's Butt Freak 2 (1996)
- Car Wash Angels 1 (1996)
- Carnal Invasions (1996)
- Chasey Saves The World (1996)
- Chronicles Of Pain (1996)
- Chronicles Of Pain 2 (1996)
- Chronicles Of Pain 4 (1996)
- Clock Strikes Bizarre on Butt Row (1996)
- Compulsion (1996)
- Conquest (1996)
- Covergirl (1996)
- Crack Attack (1996)
- Crack Masters 2 (1996)
- Cum Sucking Whore Named Francesca (1996)
- Cumback Pussy 1 (1996)
- Cumback Pussy 2 (1996)
- Cumback Pussy 3 (1996)
- Cumback Pussy 4 (1996)
- Cumback Pussy 5 (1996)
- Dancing in the Dark (1996)
- Deep Dish Booty Pie (1996)
- Deep Inside Ariana (1996)
- Deep Inside Brittany O'Connell (1996)
- Deep Inside Juli Ashton (1996)
- Deep Inside Kaithlyn Ashley (II) (1996)
- Deep Inside Misty Rain (1996)
- Deep Seven (1996)
- Degenerate (1996)
- Delinquents on Butt Row (1996)
- Desert Cafe (1996)
- Desire Kills (1996)
- Dinner Party 2 (1996)
- Dirty Darlings (1996)
- Double Header (1996)
- Dreams of Desire (1996)
- Dresden Diary 16 (1996)
- Dresden Diary 17 (1996)
- Eden: The Girl Just Can't Help It 7 (1996)
- Erotic Newcummers 4 (1996)
- Executions on Butt Row (1996)
- Fame is a Whore on Butt Row (1996)
- Fashion Plate (1996)
- Flesh (1996)
- Flipside (1996)
- Forbidden Cravings (1996)
- Fresh Meat 3 (1996)
- Future Doms (1996)
- Future Doms 2 (1996)
- Gang Bang Butthole Surfing (1996)
- Gang Bang Fury 2 (1996)
- Gang Banging Whores (1996)
- Gangbang Girl 17 (1996)
- Gangbang Girl 18 (1996)
- Ghost Town (1996)
- Girly Video Magazine 3 (1996)
- Glory Days (1996)
- H.T.'s Black Street Hookers 1 (1996)
- Head Shots (1996)
- Hot Wired (1996)
- Hotel Sodom 10 (1996)
- House On Chasey Lane (1996)
- Hungry Heart (1996)
- Indecent Exposures (1996)
- Inner City Black Cheerleader Search 1 (1996)
- Inner City Black Cheerleader Search 2 (1996)
- Inner City Black Cheerleader Search 5 (1996)
- Inner City Black Cheerleader Search 6 (1996)
- Interview With A Vibrator (1996)
- Introducing Alexis (1996)
- Janine: Extreme Close Up (1996)
- Jenna Loves Rocco (1996)
- Julia Ann Superstar (1996)
- KSEX 106.9 1 (1996)
- Kym Wilde's On The Edge 32 (1996)
- Last Act (1996)
- Lollipop Shoppe 1 (1996)
- Lollipop Shoppe 2 (1996)
- Made for a Gang Bang (1996)
- Major Fucking Whore (1996)
- Malibu Ass Blasters (1996)
- Masque (1996)
- Midget on Milligan's Island (1996)
- Monkey Business (1996)
- N.B.A. Nuttin' Butt Ass (1996)
- Naked And Nasty (1996)
- Nasty Nymphos 14 (1996)
- Nasty Nymphos 15 (1996)
- Nici Sterling's American Fan Club Prowl (1996)
- Night Tales (1996)
- Nightbreed (1996)
- Nineteen Video Magazine 1 (1996)
- Numba 1 Ass Fucka (1996)
- NYDP Blue (1996)
- Ona's Doll House 6 (1996)
- Petite And Sweet 12 (1996)
- Phantasm (1996)
- Picture Perfect (1996)
- Playtime (1996)
- Punishing the Sluts (1996)
- Pussyman Auditions 18 (1996)
- Red Hots (1996)
- Right Up Her Alley (1996)
- Risque Burlesque 2 (1996)
- Road Kill (1996)
- Samantha And Co (1996)
- Schoolgirls Put It In 2 (1996)
- Sex Hungry Butthole Sluts (1996)
- Sex Machine (1996)
- Sex Plays (1996)
- Shameless (1996)
- Shane's World 1 (1996)
- Slippin In Through The Outdoor (1996)
- Smells Like... Sex (1996)
- Sodomania 16 (1996)
- Sodomania 17 (1996)
- Sodomania 18 (1996)
- Something Blue (1996)
- Sorority Cheerleaders (1996)
- Sorority Sluts 1 (1996)
- Sorority Sluts 2 (1996)
- Spiked Heel Diaries 5 (1996)
- Spiked Heel Diaries 6 (1996)
- Star Flash (1996)
- Starbangers 8 (1996)
- Strong Sensations (1996)
- Submission Of Alicia Rio (1996)
- Suburban Swingers 2 (1996)
- Suzi Bungholee-O (1996)
- Sweet as Honey (1996)
- Sweet Cheerleaders Spanked (1996)
- Takin' It To The Limit 8 (1996)
- Three Hearts (1996)
- Triple X 17 (1996)
- Twist Of Fate (1996)
- Two Too Much (1996)
- Up Your Ass 3 (1996)
- Venom 2 (1996)
- Video Virgins 27 (1996)
- Virgin Dreams (1996)
- Vivid's Bloopers And Boners (1996)
- Waiting To XXX Hale (1996)
- Waterworld 2: The Enema Club (1996)
- Wicked Web (1996)
- Wild Assed Pooper Slut (1996)
- Wild Wild Chest 2 (1996)
- World Sex Tour 6 (1996)
- World Sex Tour 7 (1996)
- XXX Channel (1996)
- Anal Crash Test Dummies (1997)
- Anal Gangsta 'ho (1997)
- Anal Hanky Panky (1997)
- Anal Honey Pie 2 (1997)
- Anal Jammin' And Slammin' (1997)
- Anal Jizz Machine (1997)
- Angel's Delights (1997)
- Asses Galore 6: Fallen Angels (1997)
- Asses Galore 8 (1997)
- Assgasms 1 (1997)
- Backing In 8 (1997)
- Backway Inn 6 (1997)
- Behind the Sphinc Door (1997)
- Best of Male Domination 23: Masters of Obedience (1997)
- Best of Tom Byron (1997)
- Big Boobs in Buttsville (1997)
- Big Game (1997)
- Black and Bruised 2 (1997)
- Bloopers 2 (1997)
- Blow It Out Your Ass (1997)
- Blue Vanities 273 (1997)
- Booty Duty 1 (1997)
- Bottom Dweller 5: In Search Of... (1997)
- Brooke Exposed (1997)
- Butt Banged Naughty Nurses (1997)
- Butt Row Swallowed (1997)
- Buttman's Award Winning Orgies (1997)
- Buttwoman '97 (1997)
- Cellar Dweller 2: Back in the Basement (1997)
- Cheap Thrills (1997)
- Cheek to Cheek 1 (1997)
- Cheek to Cheek 2 (1997)
- Cum Sucking Whore Named Vanessa Chase (1997)
- Cumback Pussy 10 (1997)
- Cumback Pussy 6 (1997)
- Cumback Pussy 7 (1997)
- Cumback Pussy 8 (1997)
- Cumback Pussy 9 (1997)
- Decadence (1997)
- Deep in Angel's Ass (1997)
- Deep Inside Jill Kelly (1997)
- Deep Inside Missy (1997)
- Deep Inside Nikki Sinn (1997)
- Dirty Bob's Xcellent Adventures 29 (1997)
- Elegant's Angels 2 (1997)
- Enchanted (1997)
- Enema Scene 2 (1997)
- Eternal Lust 2 (1997)
- European Meat Market 1: London Broil (1997)
- European Meat Market 2: Royal Rump Roast (1997)
- Filthy First Timers 6 (1997)
- Filthy First Timers 7 (1997)
- Fountain of Innocence (1997)
- French Moments (1997)
- Fresh Meat 4 (1997)
- Freshman Fantasies 5 (1997)
- From Asia With Love (1997)
- Gang Bang Angels (1997)
- Gangbang Girl 19 (1997)
- Gazongas Galore 2 (1997)
- Gluteus To The Maximus (1997)
- Haiku (1997)
- Happy Ass Sluts 1 (1997)
- Horny Brits Take It Up The Bum (1997)
- Hot Bods And Tail Pipe 1 (1997)
- Hot Bods And Tail Pipe 2 (1997)
- I'm So Horny Baby (1997)
- Indigo Delta (1997)
- Inner City Black Cheerleader Search 10 (1997)
- Inner City Black Cheerleader Search 11 (1997)
- Inner City Black Cheerleader Search 12 (1997)
- Inner City Black Cheerleader Search 13 (1997)
- Inner City Black Cheerleader Search 14 (1997)
- Into The Night (1997)
- Lady Sterling Takes It in the Arse (1997)
- Little Piece Of My Heart (1997)
- London Derrieres (1997)
- Makin' Whoopee (1997)
- Miscreants (1997)
- Mocha Honey Tunnel (1997)
- Musical Tushies (1997)
- Nasty Nymphos 17 (1997)
- Nice The Naughty And The Bad (1997)
- Nikki Tyler, PI (1997)
- Nurse Fantasies (1997)
- Nymph (1997)
- Obedient Slaves of the Wild West (1997)
- Obedient Slaves of the Wild West 2 (1997)
- Play Thing 2 (1997)
- Playback 1 (1997)
- Prime Pussies (1997)
- Private Diary of Tori Welles (1997)
- Puritan Magazine 11 (1997)
- Pussyman 16 (1997)
- Raw Naked in Your Face (1997)
- Rectal Raiders (1997)
- S.M.U.T. 1 (1997)
- Satyr (1997)
- Sex with Older Women (1997)
- Seymore Butts Does Europe 1 (1997)
- Seymore Butts Does Europe 2 (1997)
- Seymore Butts Meets the Tushy Girls (1997)
- Shameless Desire (1997)
- Shane's World 11: Pier 69 (1997)
- She's My Little Fortune Nookie (1997)
- Sodomania 20 (1997)
- Sodomania 21 (1997)
- Sodomania: Slop Shots 1 (1997)
- South By Southeast (1997)
- Spiked Heel Diaries 8 (1997)
- Suzi's Wild Anal Ride (1997)
- Tails of Perversity 2 (1997)
- Tight Squeeze (1997)
- Timeless (1997)
- Torn (1997)
- Turnabout (1997)
- Ultimate Submissives 7: Best Of Asia Carrera (1997)
- Up Your Ass 4 (1997)
- Up Your Ass 6 (1997)
- Voyeur's Favorite Blowjobs And Anals 1 (1997)
- Waterworld 4: History of the Enema (1997)
- Week and a Half in the Life of a Prostitute (1997)
- What's That Smell (1997)
- Where The Girls Sweat 4 (1997)
- White Men Can't Iron on Butt Row (1997)
- Wishbone (1997)
- World Sex Tour 10 (1997)
- Acid Sex (1998)
- Adult Video News Awards 1998 (1998)
- Amazing Sex Talk 2 (1998)
- Asianatrix (1998)
- Asswoman In Wonderland (1998)
- Best of Ginger Lynn 1 (1998)
- Best of Shane 1 (1998)
- Booty Duty 2 (1998)
- Bunghole Harlots 1: Opening Day Gape (1998)
- Butt Row Outcasts (1998)
- Butt Row: Eurostyle 2 (1998)
- Buttholes Are Forever (1998)
- Buttman's Favorite Big Butt Babes 2 (1998)
- Carnal Instincts (1998)
- Cellar A Whole New Store-y (1998)
- Chasing Asia (1998)
- Cock Smokers 1 (1998)
- Cock Smokers 2 (1998)
- Cocksuckers (1998)
- Cum Sucking Whore Named Sabrina Johnson (1998)
- Dr. Trashy's Sweaty Situations 3 (1998)
- Dresden Diary 19 (1998)
- Erotic City 4 (1998)
- Eyes Of Desire 1 (1998)
- Filthy Attitudes 2 (1998)
- First Look: Temptress (1998)
- Foot Fetish Fantasies 3 (1998)
- Free At Last (1998)
- Fresh Meat 5 (1998)
- Hanky Panky (1998)
- Inner City Black Cheerleader Search 18 (1998)
- Inner City Black Cheerleader Search 20 (1998)
- Jealousy (1998)
- Last Movie (1998)
- Layered (1998)
- Lord of Asses 1 (1998)
- Love Bytes (1998)
- Missy's Dark Desires (1998)
- Missy's Darkest Desires (1998)
- Moral Degeneration (1998)
- More Precious Than Gold (1998)
- One Size Fits All (1998)
- Orgasmatic (1998)
- Planet of the Gapes (1998)
- Planet of the Gapes 2 (1998)
- Pornographer (1998)
- Put It In Reverse 2 (1998)
- Sex Lies and the President (1998)
- Sextasy 9: Eager Beavers (1998)
- Shades of Blonde (1998)
- Slap'er In The Crapper (1998)
- Sodomania 23 (1998)
- Sodomania Smokin' Sextions 2 (1998)
- Spiked Heel Diaries 11 (1998)
- Stardust 12 (1998)
- Sweet Life 1 (1998)
- Tails of Perversity 6 (1998)
- Terminal Case Of Love (1998)
- Terror From The Clit (1998)
- Too Much to Handle (1998)
- Tushy Girls Live (1998)
- Tushy Girls Slumber Party (1998)
- Tushy Heaven (1998)
- Tushy Tahitian Style (1998)
- Vengeance (1998)
- Waterworld 5: The Enema Clinic (1998)
- Whack Attack 1 (1998)
- Whack Attack 2 (1998)
- Whack Attack 3 (1998)
- Whack Attack 4 (1998)
- Whoppers (1998)
- XRCO Awards 1998 (1998)
- Adult Video News Awards 1999 (1999)
- Archer's Last Day (1999)
- Assgasms 2 (1999)
- Asswoman The Rebirth (1999)
- Best of Bunghole Fever (1999)
- Cum Hungry Coeds 8 (1999)
- Extreme Brazil 1 (1999)
- Extreme Brazil 2 (1999)
- Extremely Yours, Alana (1999)
- Extremely Yours, Iroc (1999)
- Extremely Yours, Jasmin St. Claire (1999)
- Extremely Yours, Jessica Darlin (1999)
- Extremely Yours, Stryc-9 (1999)
- Girls Who Were Porn's First Superstars (1999)
- High Heeled Dreams (1999)
- House of Whores 1 (1999)
- House of Whores 2 (1999)
- Humbled Manslut (1999)
- Jeanna Fine: Dominatrix (1999)
- Jordan Lee Anal Queen (1999)
- LA 399 (1999)
- Lord of Asses 2 (1999)
- Taylor Hayes Anal All-Star (1999)
- Tiffany Mynx: Rest In Peace (1999)
- Top 25 Adult Stars Of All Time (1999)
- Whack Attack 5 (1999)
- Whack Attack 6 (1999)
- Absolut Private 1 (2000)
- Abyss (2000)
- Best of the Vivid Girls 30 (2000)
- Big Fat F.N. Tits 3 (2000)
- Cream of Cumback Pussy (2000)
- Cum Dumpsterz (2000)
- Cum Shots 1 (2000)
- Cum Sucking Whore Named Tricia Deveraux (2000)
- Don't Watch This Movie (2000)
- Extreme Brazil 3 (2000)
- Extreme Brazil 4 (2000)
- Extreme Revolution (2000)
- Extreme Vacation (2000)
- Extremely Yours, Ashlyn Gere (2000)
- Fuckumentary 1 (2000)
- Goo Gallery 1 (2000)
- Lord of Asses 3 (2000)
- Marilyn Whips Wall Street (2000)
- Mission to Uranus (2000)
- Motel Sex (2000)
- Oral Adventures of Craven Moorehead 1 (2000)
- Overtime: Anal Antics (2000)
- Planet of the Gapes 3 (2000)
- Public Pee (2000)
- Pussyman's Sexiest Ladies Of Porn 1 (2000)
- Snob Hill (2000)
- Spent (2000)
- Totally Tiffany (2000)
- Touch of Silk (2000)
- Voyeur's Favorite Blowjobs And Anals 4 (2000)
- Whack Attack 7 (2000)
- Whack Attack 8 (2000)
- Blow Hard (2001)
- Cunt Hunt 1 (2001)
- Deep Inside Jenna Jameson (2001)
- Deep Inside Racquel Darrian (2001)
- Droppin' A Load (2001)
- Extreme Teen 17 (2001)
- Extremely Yours, Jewel De'Nyle (2001)
- Fuck Pigs 5 (2001)
- Great Gape Escape (2001)
- Jenna: Extreme Close Up (2001)
- Lord of Asses 4 (2001)
- Lord of Asses 5 (2001)
- Lord of Asses 6 (2001)
- Lord of Asses: Asstravaganza (2001)
- Lost Angel (2001)
- Nikki Dial: Extreme Close Up (2001)
- On The Ropes (2001)
- Only the Best of Seymore Butts 6 (2001)
- Operation Just Cooze 1 (2001)
- Planet of the Gapes 4 (2001)
- Signature Series 5: Chloe (2001)
- Vajenna (2001)
- Voyeur's Favorite Blowjobs And Anals 5 (2001)
- Whack Attack 10 (2001)
- Whack Attack 11 (2001)
- Whack Attack 12 (2001)
- Whack Attack 9 (2001)
- Young Buns (2001)
- Ass Angels 3 (2002)
- Best of Alicia Monet (2002)
- Byron's Babes (2002)
- Crack Pack (2002)
- Cumback Pussy Platinum 1 (2002)
- Debi Diamond: Up Close and Personal (2002)
- Deep Inside Ashlyn Gere (2002)
- Deep Inside Christy Canyon (2002)
- Deep Inside Debi Diamond (2002)
- Misty Rain's Lost Episodes 1 (2002)
- Nothin' Butt Buttwoman (2002)
- Operation Just Cooze 2 (2002)
- Rave Sexxx 1 (2002)
- Rave Sexxx 2 (2002)
- Thigh High (2002)
- Voyeur's Favorite Blowjobs And Anals 6 (2002)
- Whack Attack 13 (2002)
- Whack Attack 14 (2002)
- Whack Attack 15 (2002)
- Whack Attack 16 (2002)
- Wizzard of Odds (2002)
- Young Jenna (2002)
- 18 and Eager for Anal (2003)
- Best of Gregory Dark (2003)
- Come Hither Cum Ginger (2003)
- Cumback Pussy Platinum 2 (2003)
- Deep Inside Ginger Lynn (2003)
- Deep Inside Sunset Thomas (2003)
- Hefty Hooters (2003)
- Simply Stephanie (2003)
- Swedish Erotica 4Hr 1 (2003)
- Swedish Erotica 4Hr 12 (2003)
- Swedish Erotica 4Hr 13 (2003)
- Swedish Erotica 4Hr 16 (2003)
- Swedish Erotica 4Hr 18 (2003)
- Swedish Erotica 4Hr 2 (2003)
- Swedish Erotica 4Hr 20 (2003)
- Swedish Erotica 4Hr 23 (2003)
- Swedish Erotica 4Hr 24 (2003)
- Swedish Erotica 4Hr 25 (2003)
- Swedish Erotica 4Hr 3 (2003)
- Swedish Erotica 4Hr 5 (2003)
- Swedish Erotica 4Hr 6 (2003)
- Swedish Erotica 4Hr 7 (2003)
- Swedish Erotica 4Hr 8 (2003)
- Sweet Tarts (2003)
- Teenage Christy Canyon (2003)
- Anal Demolition (2004)
- Ashley Blue and Friends (2004)
- ATM: Ass Thrusting Machine (2004)
- Barbara Dare: Dirtiest Of Dare (2004)
- Buttfucked with Stylle (2004)
- Dirty Debutantes: Best Scenes 8 (2004)
- Group Sex 4: Bottoms Up (2004)
- Jenna Uncut and Uncensored (2004)
- Loose Ends (new) (2004)
- Real Nikki Tyler, The (2004)
- Spunk Drunk (2004)
- There Was An English Lass Who Loved Cock up Her Ass (2004)
- Voyeur's Favorite Blowjobs And Anals 8 (2004)
- Wild Wild Chest (2004)
- And The Envelope Please Chasey Lain (2005)
- Best of Amber Lynn (2005)
- Brunettes Have More Anal Fun (2005)
- Diamond Collection 20 DVD (2005)
- Farewell To The King (2005)
- Goddess of Love 2 (2005)
- Great White North 1 (2005)
- Helga Sven: 40+ Bra Buster (2005)
- Mindy Rae Collection (2005)
- "T" for Tushy (2006)
- 2 Young To Fall In Love 2 (2006)
- America's Got Ass (2006)
- Anal Life (2006)
- Ass Good Ass It Gets (2006)
- Asshunt (2006)
- Assians Have More Anal Fun (2006)
- Big Ass Fixation 1 (2006)
- Breast Obsessed (2006)
- Girls Lie (2006)
- Grand Theft Anal 9 (2006)
- Happy Fucking Birthday (2006)
- House of Ass 1 (2006)
- House of Ass 2 (2006)
- House of Ass 3 (2006)
- House of Ass 4 (2006)
- Houseguest (2006)
- Kay Parker Collection 3 (2006)
- Lisa Melendez Collection (2006)
- Little Oral Annie Back in the Saddle (2006)
- Lord of Asses 7 (2006)
- McKenzie Loves Pain (2006)
- Mistaken Identity (2006)
- More Than A Mouthful (2006)
- POV Cocksuckers 1 (2006)
- POV Cocksuckers 2 (2006)
- POV Cocksuckers 3 (2006)
- Service Animals 23 (2006)
- Sphincter Chronicles (2006)
- Vanessa Del Rio: Latina Goddess (2006)
- Visitor (2006)
- White Up that Black Ass (2006)
- Who's Your Daddy 9 (2006)
- XXX Bra Busters in the 1980's 2 (2006)
- Anytime Girls (2007)
- Ass Farmer (2007)
- Asseaters Unanimous 14 (2007)
- Bent Over Babes (2007)
- Big Ass Fixation 2 (2007)
- Blasst Off (2007)
- Cherry Bomb (2007)
- Christy Canyon Non Stop (2007)
- Classic Bitches In Heat 2 (2007)
- Classic Bitches In Heat 3 (2007)
- Classic Porn of the 80s 2 (2007)
- Demi Does Anal (2007)
- Dicks Of Hazzard (2007)
- Dirty Little Stories 2 (2007)
- Do It Yourself Porn (2007)
- Filth And Fury 3 (2007)
- Ginger Lynn (2007)
- Hall of Fame: Nikki Dial (2007)
- House of Ass 5 (2007)
- House of Ass 6 (2007)
- House of Ass 7 (2007)
- I'll Toss Your Salad If You Butter My Buns (2007)
- Jenna 9.5 (2007)
- Layout (2007)
- Lord of Asses 10 (2007)
- Lord of Asses 8 (2007)
- Lord of Asses 9 (2007)
- Misty: Sweet Cherry Pie (2007)
- Mona Page Collection (2007)
- Naughty Bookworms 9 (2007)
- POV Cocksuckers 4 (2007)
- POV Cocksuckers 5 (2007)
- Rump Rider (2007)
- Samantha Strong Collection (2007)
- Seasoned Players 1 (2007)
- Seasoned Players 2 (2007)
- Shauna Grant: The Teenage Years (2007)
- Swedish Erotica 100 (2007)
- Swedish Erotica 103 (2007)
- Swedish Erotica 104 (2007)
- Swedish Erotica 106 (2007)
- Swedish Erotica 108 (2007)
- Swedish Erotica 111 (2007)
- Swedish Erotica 117 (2007)
- Swedish Erotica 119 (2007)
- Swedish Erotica 120 (2007)
- Swedish Erotica 121 (2007)
- Swedish Erotica 122 (2007)
- Swedish Erotica 128 (2007)
- Swedish Erotica 129 (2007)
- Swedish Erotica 130 (2007)
- Swedish Erotica 75 (new) (2007)
- Swedish Erotica 77 (new) (2007)
- Swedish Erotica 81 (new) (2007)
- Swedish Erotica 83 (new) (2007)
- Swedish Erotica 86 (2007)
- Swedish Erotica 87 (2007)
- Swedish Erotica 93 (2007)
- Swedish Erotica 96 (2007)
- Swedish Erotica 97 (2007)
- Swedish Erotica 98 (2007)
- Tom Byron's POV Fuck Movie (2007)
- Tom Byron's POV Fuck Movie 2 (2007)
- Tom Byron's POV Fuck Movie 3 (2007)
- XXX Bra Busters in the 1980's 3 (2007)
- Asseaters Unanimous 16 (2008)
- Asseaters Unanimous 17 (2008)
- Award Winning 3 Way Scenes (2008)
- Award Winning Anal Scenes 1 (2008)
- Backdoor Review (2008)
- Best of Tom Byron (2008)
- Big Ass Fixation 3 (2008)
- Black Ass Fixation 1 (2008)
- Black in My Crack 1 (2008)
- Coat My Throat With Cum (2008)
- Double Stuffed Creampuffs (2008)
- Fresh Breed 5 (2008)
- Heart Breaker (2008)
- House of Ass 10 (2008)
- House of Ass 8 (2008)
- House of Ass 9 (2008)
- Largest Dicks Ever - Massive Members (2008)
- Lazos De Amor: The Ropes of Love (2008)
- Lord of Asses 11 (2008)
- Lord of Asses 12 (2008)
- Lord Of Asses 13 (2008)
- Missy-BEhavin' (2008)
- Mommie Rearest 2 (2008)
- Naughty Bookworms 14 (2008)
- Naughty Noobies (2008)
- Nina Hartley Screws the Stars (2008)
- Old And Nasty Grandmas 2 (2008)
- POV Cocksuckers 6 (2008)
- POV Cocksuckers 7 (2008)
- POV Cocksuckers 8 (2008)
- Se7en Deadly Sins (2008)
- Seasoned Players 3 (2008)
- Seasoned Players 4 (2008)
- Seasoned Players 5 (2008)
- Seasoned Players 6 (2008)
- Seasoned Players 7 (2008)
- Secretary's Day 2 (2008)
- She Is Half My Age 3 (2008)
- Squirting Sophie Gaping Gwen (2008)
- Throat: A Cautionary Tale (2008)
- Tom Byron Screws the Stars (2008)
- Tom Byron's Award Winning 3-Way Scenes (2008)
- Tom Byron's Award Winning Sex Scenes (2008)
- Anal Sluts And Sweethearts 13 (2009)
- Asseaters Unanimous 18 (2009)
- Asseaters Unanimous 19 (2009)
- Back Strokes and Toilette Fantasies (2009)
- Battle of the Superstars: Ginger Lynn vs. Nina Hartley (2009)
- Battle of the Superstars: Lisa De Leeuw vs. Sharon Mitchell (2009)
- Battle of the Superstars: Ron Jeremy vs. Tom Byron (2009)
- Battle of the Superstars: Seka vs. Kay Parker (2009)
- Best of Seasoned Players (2009)
- Big Ass Fixation 4 (2009)
- Big Ass Fixation 5 (2009)
- Big Tit Fixation 1 (2009)
- Boobtown Extreme XXX (2009)
- Christy Canyon the Lost Footage (2009)
- Cum-Spoiled Sluts (2009)
- Cumstains 10 (2009)
- Cyber Sluts 9 (2009)
- Deep Down Inside 1 (2009)
- Dude I Banged Your Sister 1 (2009)
- Heaven (2009)
- Hit Me with Your Best Squirt 1 (2009)
- House of Ass 11 (2009)
- I Eat White Meat 1 (2009)
- In Thru the Backdoor 4 (2009)
- It's a Secretary Thing 2 (2009)
- King of Coochie 1 (2009)
- King of Coochie 2 (2009)
- King of Coochie 3 (2009)
- King of Coochie 4 (2009)
- King of Coochie 5 (2009)
- Lord Of Asses 14 (2009)
- Peter North: The Lost Footage (2009)
- POV Cocksuckers 10 (2009)
- POV Cocksuckers 9 (2009)
- Seasoned Players 10 (2009)
- Seasoned Players 11 (2009)
- Seasoned Players 8 (2009)
- Seasoned Players 9 (2009)
- Seasoned Players Meets Asseaters Unanimous (2009)
- Unseasoned Players 1 (2009)
- 2 Chicks Same Time 8 (2010)
- Asseaters Unanimous 21 (2010)
- Attack Of The Great White Ass 5 (2010)
- Best Of Lord of Asses (2010)
- Big Ass Cheerleaders 1 (2010)
- Big Ass Fixation 6 (2010)
- Big Ass Fixation 7 (2010)
- Big Ass Handywomen (2010)
- Big Butt Cowgirl Pinups (2010)
- Big Lebowski: A XXX Parody (2010)
- Big Tit Fixation 2 (2010)
- Booby Patrol (2010)
- Bubble Butt Babysitters (2010)
- Busty Bartenders (2010)
- Call of Booty (2010)
- Creature Feature (2010)
- DD Doctors (2010)
- Debi Diamond: The Nasty Years (2010)
- Delinquents (2010)
- Devil in Miss Jones: The Resurrection (2010)
- Don't Tell My Wife I'm Banging My Secretary (2010)
- Dude, She's A Squirter! 7 (2010)
- Erotic Passion (2010)
- From Ass To Mouth And Back Again (2010)
- Good Will Fucking 1 (2010)
- Hit Me with Your Best Squirt 2 (2010)
- Hot Girls in Tight Jeans (2010)
- Hot Sex (II) (2010)
- House of Ass 12 (2010)
- House of Ass 13 (2010)
- The Human Sexipede, regia di Lee Roy Myers (2010)
- I Love Anal (2010)
- Lady Mechanics (2010)
- Lord of Asses 15 (2010)
- Meat Your Teacher (2010)
- MILF Maids (2010)
- Naughty Neighbors 2 (2010)
- No Use Crying Over Spilled MILFs (2010)
- One and Done 4 (2010)
- One and Done 5 (2010)
- Perfect Secretary: Training Day (2010)
- POV Cocksuckers 11 (2010)
- Put It In My Ass 2 (II) (2010)
- Real Wife Stories 6 (2010)
- Seasoned Players 12 (2010)
- Seasoned Players 13 (2010)
- Seasoned Players 14 (2010)
- Sexdrive (2010)
- Sexdrive 2 (2010)
- Starlet Fever 3 (2010)
- Teacher 1 (2010)
- Trixxx (2010)
- Unseasoned Players 2 (2010)
- Unseasoned Players 3 (2010)
- Worship My Schoolgirl Ass (2010)
- Anal Encounters 2 (2011)
- Bad Girls (2011)
- Bad Girls 2 (2011)
- Big Ass Cheerleaders 2 (2011)
- Big Ass Fixation 8 (2011)
- Big Bodacious Tatas 3 (2011)
- Dude, I Banged Your Mother 2 (2011)
- Dude, I Banged Your Mother 4 (2011)
- Games Couples Play (2011)
- Girl with the Horny Tattoo (2011)
- Head Cases (2011)
- Hey Nice F'N Tits 3 (2011)
- Hollywood Icons Come to Life (2011)
- Honey Wilder Chronicles (2011)
- House of Ass 14 (2011)
- IMASLUT (2011)
- Inside the Orient 5 (2011)
- Itty Bitty Titty Committee 1 (2011)
- Justice League Of Pornstar Heroes (2011)
- Kung Fu Pussy (2011)
- Mork And Mindy: A XXX Porn Parody (2011)
- Mounds Of Joy 3 (2011)
- Naughty Bookworms 25 (2011)
- Naughty Noobies 2 (2011)
- Naughty Noobies 3 (2011)
- Platinum Assholes (2011)
- Rezervoir Doggs (2011)
- Romeo And Juliet: A Dream Zone Parody (2011)
- Runaway (2011)
- Seasoned Players 15 (2011)
- Seasoned Players 16 (2011)
- Sexdrive 3 (2011)
- Sexdrive 4 (2011)
- Supergirl XXX: An Extreme Comixxx Parody (2011)
- Taxi Driver: A XXX Parody (2011)
- This Ain't Dracula XXX (2011)
- This Ain't Fox News XXX (2011)
- Training Day: a XXX Parody (2011)
- Vivid's 102 Cum Shots (2011)
- White Cock Cravers (2011)
- White Sluts Black Nuts 4 (2011)
- Women at Work 1 (2011)
- Young As They Cum 3 (2011)
- Zorro XXX: A Pleasure Dynasty Parody (2011)
- All Star Celebrity XXX: Charley Chase (2012)
- All Star Celebrity XXX: Jenna Haze (2012)
- All Star Celebrity XXX: Jynx Maze (2012)
- All Star Celebrity XXX: Lexi Belle (2012)
- All Star Celebrity XXX: Lisa Ann (2012)
- All Star Celebrity XXX: Tori Black (2012)
- Anal Encounters 3 (2012)
- Anal Fixation (2012)
- As Seen on 42nd Street (2012)
- Asian Fixation 2 (2012)
- Ass Masters 10 (2012)
- Attack of the Squirting Succubutts (2012)
- Batgirl XXX: An Extreme Comixxx Parody (2012)
- Best of Lord of Asses 2 (2012)
- Big Ass Fixation 9 (2012)
- Big Tit Fixation 4 (2012)
- Birds of Prey XXX: A Sinister Comixxx Parody (2012)
- Brooklyn Egg Cream On The Roxxx (2012)
- Buffy The Vampire Slayer XXX: A Parody (2012)
- Cock Monsters (2012)
- Cock Monsters 2 (2012)
- Cuntry Girls (2012)
- Dark Knight XXX: A Porn Parody (2012)
- Dude, I Banged Your Mother 6 (2012)
- Horny Girlfriend Club (2012)
- Hos Hos Hos 2 (2012)
- House of Ass 15 (2012)
- Justice League Of Pornstar Heroes XXX: Animated Cartoon Edition (2012)
- Latin Fixation (2012)
- Love My Butt 3 (2012)
- Love or Lust (2012)
- Muffin Tops (2012)
- Mug Shots 2 (2012)
- My Juicy Black Booty 4 (2012)
- Nina Loves Ron (2012)
- Not Animal House XXX (2012)
- Oops I Milfed Again (2012)
- Overnight (2012)
- Paranormal Cracktivity: Haunted MILFs (2012)
- Pee-Wee's XXX Adventure: A Porn Parody (2012)
- Pool Party at Seymore's 3: The Sext Generation (2012)
- Real Raunchy Redheads 2 (2012)
- Rim Jobbers (2012)
- Star Wars XXX: A Porn Parody (2012)
- Sucker Play (2012)
- Sucking With the Stars 2 (2012)
- Super Porn (2012)
- Super Stud Spectacular: Tom Byron (2012)
- There Will Be Cum 13 (2012)
- Tig Ol Bitties 3 (2012)
- Torn (2012)
- True History of Fashion Sluts (2012)
- Women at Work 2 (2012)
- Women at Work 3 (2012)
- Your Mom Sucked Me Dry (2012)
- All About Allie (2013)
- All Star Celebrity XXX: Aurora Snow (2013)
- All Star Celebrity XXX: Bobbi Starr (2013)
- All Star Celebrity XXX: Chanel Preston (2013)
- All Star Celebrity XXX: Rachel Roxxx (2013)
- American Whore Story 2 (2013)
- Anal Interludes (2013)
- Anal Warfare 4 (2013)
- Ass Blasters (2013)
- Avengers vs. X-Men XXX: An Axel Braun Parody (2013)
- Babysit My Ass 1 (2013)
- Barely Legal 136 (2013)
- Best Of Tamara Lee (2013)
- Big Butts For Breakfast 1 (2013)
- Big Butts For Breakfast 2 (2013)
- Big Butts For Breakfast 3 (2013)
- Busty Beauties POV (2013)
- Buttmunchers (2013)
- Chicks With Big Tits 7 (2013)
- Chocolate Fever 2 (2013)
- Clerks XXX: A Porn Parody (2013)
- Cougar's Claws (2013)
- Elastic Assholes 11 (2013)
- Face The Final Spunktier (2013)
- Facesitting Tales (2013)
- Facesitting Tales 2 (2013)
- Facesitting Tales 3 (2013)
- Femdom Ass Worship 20 (2013)
- Femdom Ass Worship 21 (2013)
- Fresh Sluts (2013)
- Fresh Tang (2013)
- Grab My Ass (2013)
- Happy Cock Happy Pussy (2013)
- Horny Housewives (2013)
- Hot Black Mommies (2013)
- Hot N Thirsty Latinas (2013)
- Hottest Sex Stars of the Early 80s (2013)
- I Spy 5 (2013)
- Interracial Coeds (2013)
- Keister Bunnies (2013)
- King Anal 1 (2013)
- King Anal 5 (2013)
- Latina Lovin' (2013)
- MILF Masters (2013)
- Mother Fuckin (2013)
- Mounds Of Joy 6 (2013)
- My Juicy Black Booty 5 (2013)
- My Little Titties (2013)
- Nina Hartley's Tramps (2013)
- Nina's Playground (2013)
- Now That's An Ass (2013)
- Oh Yeah Let's Cum (2013)
- OMG My Mom's a Whore 3 (2013)
- Party Like A Porn Star (2013)
- Pussy Smashin (2013)
- Quality Ass-urance (2013)
- Rear Entry (2013)
- Sinister MILFs 4 (2013)
- Sinister MILFs 5 (2013)
- Sinister MILFs 6 (2013)
- Sinister MILFs 7 (2013)
- Sinister MILFs 8 (2013)
- Sinister MILFs 9 (2013)
- Sit Your Ass On My Mouth (2013)
- Slut Powers Activate (2013)
- Snooty Booty (2013)
- Suck it Out (2013)
- Suck it Out 2 (2013)
- Suck it Out 3 (2013)
- Suck it Out 4 (2013)
- Suck It Out 5 (2013)
- Swinger 3 (2013)
- Teen Crush Cuties (2013)
- Valentine's Day Assacre 2 (2013)
- Vanessa's Party Girls (2013)
- Wildcat Invasion (2013)
- X-Men XXX: An Axel Braun Parody (2013)
- Young Fuckers (2013)
- Anal Adventures 3 (2014)
- Anal Escapades (2014)
- Ass Fucked (2014)
- Backdoor Banging (2014)
- Bring Em Young (2014)
- Chicks You Missed: Hotties Of Retro Porn (2014)
- Dark Lust (2014)
- Father Figure 5 (2014)
- Hilarious Scenes Of Classic Porn (2014)
- Hot Moms (2014)
- Pump My Ass (2014)
- Spicy Young Latinas 2 (2014)
- Young Lust (2014)

### Regista
- Cumback Pussy 1 (1996)
- Cumback Pussy 2 (1996)
- Cumback Pussy 3 (1996)
- Cumback Pussy 4 (1996)
- Cumback Pussy 5 (1996)
- Punishing the Sluts (1996)
- Booty Duty 1 (1997)
- Cumback Pussy 10 (1997)
- Cumback Pussy 6 (1997)
- Cumback Pussy 7 (1997)
- Cumback Pussy 8 (1997)
- Cumback Pussy 9 (1997)
- London Derrieres (1997)
- Where The Girls Sweat 4 (1997)
- Booty Duty 2 (1998)
- Lord of Asses 1 (1998)
- Planet of the Gapes (1998)
- Planet of the Gapes 2 (1998)
- Whack Attack 1 (1998)
- Whack Attack 2 (1998)
- Whack Attack 3 (1998)
- Whack Attack 4 (1998)
- Extreme Teen 2 (1999)
- Extremely Yours, Iroc (1999)
- Lord of Asses 2 (1999)
- Whack Attack 5 (1999)
- Whack Attack 6 (1999)
- Cram Session (2000)
- Cream of Cumback Pussy (2000)
- Cum Dumpsterz (2000)
- Cuntz (2000)
- Extreme Revolution (2000)
- Lord of Asses 3 (2000)
- Planet of the Gapes 3 (2000)
- Whack Attack 7 (2000)
- Whack Attack 8 (2000)
- Young Muff 1 (2000)
- Big Fat F.N. Tits 5 (2001)
- Great Gape Escape (2001)
- Lord of Asses 4 (2001)
- Lord of Asses 5 (2001)
- Lord of Asses 6 (2001)
- Lord of Asses: Asstravaganza (2001)
- Operation Just Cooze 1 (2001)
- Outnumbered (2001)
- Planet of the Gapes 4 (2001)
- Portholes To Hell (2001)
- Whack Attack 10 (2001)
- Whack Attack 11 (2001)
- Whack Attack 12 (2001)
- Whack Attack 9 (2001)
- Black Attack (2002)
- Byron's Babes (2002)
- Operation Just Cooze 2 (2002)
- Rave Sexxx 1 (2002)
- Rave Sexxx 2 (2002)
- Whack Attack 13 (2002)
- Whack Attack 14 (2002)
- Whack Attack 15 (2002)
- Whack Attack 16 (2002)
- Whack Attack 17 (2002)
- Asseaters Unanimous 1 (2003)
- Asseaters Unanimous 2 (2003)
- Black Up That White Ass 1 (2003)
- Butt A Bang (2003)
- Just Ass for All (2003)
- Meat Pushin In The Seat Cushion 1 (2003)
- Meat Pushin In The Seat Cushion 2 (2003)
- Sodomy Sandwiches (2003)
- Asseaters Unanimous 3 (2004)
- Asseaters Unanimous 4 (2004)
- Asseaters Unanimous 5 (2004)
- Asseaters Unanimous 6 (2004)
- Asseaters Unanimous 7 (2004)
- Black Up That White Ass 2 (2004)
- Black Up That White Ass 3 (2004)
- Meat Pushin In The Seat Cushion 3 (2004)
- Meat Pushin In The Seat Cushion 4 (2004)
- Metal Up Your Ass (2004)
- Asseaters Unanimous 10 (2005)
- Asseaters Unanimous 8 (2005)
- Asseaters Unanimous 9 (2005)
- Asseaters Unanimous 11 (2006)
- Big Ass Fixation 1 (2006)
- House of Ass 1 (2006)
- House of Ass 2 (2006)
- House of Ass 3 (2006)
- House of Ass 4 (2006)
- Lord of Asses 7 (2006)
- POV Cocksuckers 1 (2006)
- POV Cocksuckers 2 (2006)
- POV Cocksuckers 3 (2006)
- Anytime Girls (2007)
- Asseaters Unanimous 14 (2007)
- Big Ass Fixation 2 (2007)
- House of Ass 5 (2007)
- House of Ass 6 (2007)
- House of Ass 7 (2007)
- Lord of Asses 10 (2007)
- Lord of Asses 8 (2007)
- Lord of Asses 9 (2007)
- POV Cocksuckers 4 (2007)
- POV Cocksuckers 5 (2007)
- Seasoned Players 1 (2007)
- Seasoned Players 2 (2007)
- Tom Byron's POV Fuck Movie (2007)
- Tom Byron's POV Fuck Movie 2 (2007)
- Tom Byron's POV Fuck Movie 3 (2007)
- Asseaters Unanimous 16 (2008)
- Asseaters Unanimous 17 (2008)
- Award Winning 3 Way Scenes (2008)
- Award Winning Anal Scenes 1 (2008)
- Award Winning Anal Scenes 2 (2008)
- Award Winning Anal Scenes 3 (2008)
- Big Ass Fixation 3 (2008)
- Black Ass Fixation 1 (2008)
- Black in My Crack 1 (2008)
- Black in My Crack 2 (2008)
- House of Ass 10 (2008)
- House of Ass 8 (2008)
- House of Ass 9 (2008)
- Lord of Asses 11 (2008)
- Lord of Asses 12 (2008)
- Lord Of Asses 13 (2008)
- Naughty Noobies (2008)
- POV Cocksuckers 6 (2008)
- POV Cocksuckers 7 (2008)
- POV Cocksuckers 8 (2008)
- Seasoned Players 3 (2008)
- Seasoned Players 4 (2008)
- Seasoned Players 5 (2008)
- Seasoned Players 6 (2008)
- Seasoned Players 7 (2008)
- Tom Byron's Award Winning 3-Way Scenes (2008)
- Tom Byron's Award Winning Sex Scenes (2008)
- Asseaters Unanimous 18 (2009)
- Asseaters Unanimous 19 (2009)
- Best of Seasoned Players (2009)
- Big Ass Fixation 4 (2009)
- Big Ass Fixation 5 (2009)
- Big Tit Fixation 1 (2009)
- House of Ass 11 (2009)
- I Eat White Meat 1 (2009)
- King of Coochie 1 (2009)
- King of Coochie 2 (2009)
- King of Coochie 3 (2009)
- King of Coochie 4 (2009)
- King of Coochie 5 (2009)
- Lord Of Asses 14 (2009)
- Masturbation Nation 1 (2009)
- Masturbation Nation 2 (2009)
- Masturbation Nation 3 (2009)
- Masturbation Nation 4 (2009)
- Masturbation Nation 5 (2009)
- POV Cocksuckers 10 (2009)
- POV Cocksuckers 9 (2009)
- Seasoned Players 10 (2009)
- Seasoned Players 11 (2009)
- Seasoned Players 8 (2009)
- Seasoned Players 9 (2009)
- Seasoned Players Meets Asseaters Unanimous (2009)
- Unseasoned Players 1 (2009)
- Asseaters Unanimous 21 (2010)
- Best Of Lord of Asses (2010)
- Big Ass Fixation 6 (2010)
- Big Ass Fixation 7 (2010)
- Big Ass Handywomen (2010)
- Big Tit Fixation 2 (2010)
- Black Ass Fixation 3 (2010)
- Booby Patrol (2010)
- Bubble Butt Babysitters (2010)
- Don't Tell My Wife I'm Banging My Secretary (2010)
- From Ass To Mouth And Back Again (2010)
- Hot Girls in Tight Jeans (2010)
- House of Ass 12 (2010)
- House of Ass 13 (2010)
- Lord of Asses 15 (2010)
- Masturbation Nation 10 (2010)
- Masturbation Nation 6 (2010)
- Masturbation Nation 7 (2010)
- Masturbation Nation 8 (2010)
- Masturbation Nation 9 (2010)
- No Use Crying Over Spilled MILFs (2010)
- One and Done 5 (2010)
- POV Cocksuckers 11 (2010)
- Seasoned Players 12 (2010)
- Seasoned Players 13 (2010)
- Seasoned Players 14 (2010)
- Sexdrive (2010)
- Sexdrive 2 (2010)
- Unseasoned Players 2 (2010)
- Unseasoned Players 3 (2010)
- Worship My Schoolgirl Ass (2010)
- Asseaters Unanimous 23 (2011)
- Big Ass Fixation 8 (2011)
- Games Couples Play (2011)
- Head Cases (2011)
- House of Ass 14 (2011)
- Masturbation Nation 11 (2011)
- Naughty Noobies 2 (2011)
- Naughty Noobies 3 (2011)
- Seasoned Players 15 (2011)
- Seasoned Players 16 (2011)
- Sexdrive 3 (2011)
- Sexdrive 4 (2011)
- White Cock Cravers (2011)
- Women at Work 1 (2011)
- Anal Encounters 3 (2012)
- Anal Fixation (2012)
- Ass Lickin' Good (2012)
- Ass Masters 10 (2012)
- Best of Lord of Asses 2 (2012)
- Big Ass Fixation 9 (2012)
- Big Tit Fixation 4 (2012)
- Cock Monsters (2012)
- Cock Monsters 2 (2012)
- Horny Girlfriend Club (2012)
- Hos Hos Hos 2 (2012)
- House of Ass 15 (2012)
- Naughty Noobies 4 (2012)
- Oops I Milfed Again (2012)
- Seasoned Players 17 (2012)
- Sucker Play (2012)
- Women at Work 2 (2012)
- Women at Work 3 (2012)
- Your Mom Sucked Me Dry (2012)
- 3's Not a Crowd (2013)
- Anal Warfare 4 (2013)
- Big Butts For Breakfast 1 (2013)
- Big Butts For Breakfast 2 (2013)
- Big Butts For Breakfast 3 (2013)
- Boy Meats Girl 16 (2013)
- Buttmunchers (2013)
- Chicks With Big Tits 2 (2013)
- Chicks With Big Tits 3 (2013)
- Chicks With Big Tits 4 (2013)
- Cougar's Claws (2013)
- Fresh Sluts (2013)
- Grab My Ass (2013)
- Interracial Coeds (2013)
- King Anal 1 (2013)
- King Anal 5 (2013)
- Little Spermaid: A DreamZone XXX Parody (2013)
- My Juicy Black Booty 5 (2013)
- Now That's An Ass (2013)
- Oh Yeah Let's Cum (2013)
- Sinister MILFs 4 (2013)
- Sinister MILFs 5 (2013)
- Sinister MILFs 6 (2013)
- Sinister MILFs 7 (2013)
- Sinister MILFs 8 (2013)
- Sinister MILFs 9 (2013)
- Sit Your Ass On My Mouth (2013)
- Suck it Out (2013)
- Suck it Out 2 (2013)
- Suck it Out 3 (2013)
- Suck it Out 4 (2013)
- Suck It Out 5 (2013)
- Teen Crush Cuties (2013)
- Young Fuckers (2013)
- Ass Fucked (2014)
- Hot Moms (2014)
- Pump My Ass (2014)
- Young Lust (2014)